# Những chú thỏ sặc sỡ
Những chú thỏ sặc sỡ (tiếng Anh: Sunny Bunnies; tiếng Ba Lan: Słoneczne Zajączki) là loạt phim hoạt hình 3D do Digital Light Studio (trong 6 mùa đầu tiên và một phần của phần 7) và Animation Café (từ phần 7 trở đi) hợp tác sản xuất. Bộ phim bao gồm bảy phần đầy đủ, mỗi phần có 26 tập.
Nhũng chú thỏ sặc sỡ được phát sóng tại hơn 160 quốc gia trên toàn thế giới, và kênh YouTube của bộ phim ra mắt vào tháng 4 năm 2016 với sự hỗ trợ quản lý từ mạng trẻ em trực tuyến WildBrain thuộc sở hữu của DHX.

## Nội dung
Phim xoay quanh năm chú thỏ sắc màu sống dưới ánh mặt trời. Trong mỗi tập phim, họ xuất hiện ở những địa điểm từ công viên địa phương Sunny Park và nhiều địa điểm khác trên khắp thế giới, và trong hai dịp đặc biệt, xa hơn nữa. Trong những nỗ lực này, các nhân vật thường xung đột với nhau và xung đột, để lại dấu vết hỗn loạn và hủy diệt sau lưng họ.  Trái ngược với hầu hết các bộ phim hay chương trình dành cho thiếu nhi khác, Những chú thỏ sặc sỡ sử dụng rất nhiều sự hài hước phi lý và hài hước để tạo nên sự hài hước. Vào cuối mỗi tập là hậu trường một số "lỗi" được tiết lộ, cho thấy điều gì đó đang xảy ra trong quá trình sản xuất một tập phim hoặc một đoạn ngắn từ chính tập phim đó. Loạt phim tập trung nhiều vào các nhân vật, tính cách của họ, mối quan hệ gần như không ổn định của họ với nhau và động lực của họ, chẳng hạn như tính cách người đàn ông thẳng thắn của Turbo xung đột nặng nề với những hành động hiếu động và thường ngu ngốc của Hopper.

## Nhân vật

### Chính
- Turbo (chú thỏ màu da cam, 5 tuổi; Dmitri Davidovich lồng tiếng) là thủ lĩnh được chỉ định là người bảo vệ quá mức, nóng nảy và đôi khi kiêu ngạo trong số những chú thỏ khác. Anh quan tâm, thông minh và tự tin, nhưng hơi hách dịch và hay kiểm soát bạn bè. Cậu thường đóng vai trò là người thẳng thắn trước những trò hề điên rồ của những người khác, đặc biệt là những trò do Hopper tạo ra.
- "Big" Boo (chú thỏ màu hồng, 6 tuổi; Dmitri Davidovich lồng tiếng) thường xuyên quan tâm đến người khác. Cậu là chú thỏ lớn nhất trong nhóm và yêu thích kem lạnh, đến mức trong một số tập phim, người ta hiếm khi thấy anh ấy không có nó. Đôi khi anh có vẻ hơi ngốc nghếch nhưng thực ra anh ấy rất thông minh và tốt bụng, mặc dù đôi khi hơi mất tập trung.
- Iris (chú thỏ màu tím, 4 tuổi; Svetlana Tsimokhina lồng tiếng) là một trong những chú thỏ thông minh nhất. Cô có Shiny là em gái và họ có xu hướng làm mọi việc cùng nhau. Cô luôn đeo một chiếc nơ lớn màu hồng (có chấm trắng) và không thích khi chiếc nơ của mình bị thất lạc hoặc bị đánh cắp. Iris còn hiểu biết về phép thuật.
- Shiny (chú thỏ màu xanh lam nhạt, 3 tuổi; Svetlana Tsimokhina lồng tiếng) là một chú thỏ tốt bụng và khá nhạy cảm. Cô luôn cài một bông hoa trên tóc. Shiny cùng với Iris là chị em và dành thời gian chơi đùa với nhau. Cô ấy là chú thỏ duy nhất có mái tóc giống người.
- Hopper (chú thỏ màu xanh lục, 2 tuổi; Svetlana Tsimokhina lồng tiếng). Bất chấp thái độ dễ thương của mình, cậu là thành viên tinh nghịch, nóng nảy và thiếu kiên nhẫn nhất, và phần lớn tình tiết hài của chương trình đều do những trò hề của anh ấy và tình trạng lộn xộn mà anh ấy tạo ra, đặc biệt là từ rất sớm. Bất chấp tất cả những khuyết điểm có vẻ phản kháng của mình, cậu vẫn quan tâm đến bạn bè của mình, với những hành động thường vui tươi thay vì hoàn toàn có ý đồ xấu, cậu thường phải gánh chịu hậu quả một cách ngoạn mục, do bạn bè của anh ta đón gió và trả đũa hoặc kế hoạch của chính anh ta phản tác dụng một cách hài hước và thường là vô nghĩa.

### Phụ
- Sói xám (The Big Gray Wolf) (Dmitri Davidovich lồng tiếng) là nhân vật phản diện chính của phần 2 và 3. Ra mắt trong tập phim cùng tên, con sói đến từ mặt trăng và lập ra nhiều kế hoạch để bẫy và ăn thịt những chú Thỏ, nhưng luôn bị lừa hoặc đánh mất chúng, thường là do vô tình.
- Người máy S-Marty (Dmitri Davidovich lồng tiếng) là một cư dân mới ở Sunny Park ra mắt trong phần 5. S-Marty là một người máy có trật tự và đúng giờ, người đang để mắt đến mức độ gọn gàng của công viên.

## Các tập phim

### Tổng quan
| Mùa | Mùa | Số tập | Số tập | Phát sóng gốc        | Phát sóng gốc        |
| Mùa | Mùa | Số tập | Số tập | Phát sóng lần đầu    | Phát sóng lần cuối   |
| --- | --- | ------ | ------ | -------------------- | -------------------- |
|     | 1   | 26     | 26     | 22 tháng 6 năm 2014  | 22 tháng 6 năm 2014  |
|     | 2   | 26     | 26     | 27 tháng 10 năm 2014 | 28 tháng 11 năm 2015 |
|     | 3   | 26     | 26     | 12 tháng 10 năm 2016 | 27 tháng 11 năm 2017 |
|     | 4   | 26     | 26     | 22 tháng 12 năm 2017 | 31 tháng 12 năm 2018 |
|     | 5   | 26     | 26     | 17 tháng 7 năm 2019  | 25 tháng 12 năm 2020 |
|     | 6   | 26     | 26     | 13 tháng 8 năm 2020  | 14 tháng 2 năm 2022  |
|     | 7   | 20     | 20     | 13 tháng 11 năm 2021 | TBA                  |

### Phần 1 (2014)
| TT. tổng thể | TT. trong loạt phim | Tiêu đề                | Đạo diễn       | Biên kịch                                             | Ngày phát hành gốc  |
| --- | ------------------- | ---------------------- | -------------- | ----------------------------------------------------- | ------------------- |
| 1 | 1                   | "Merry-go-round"       | Andrew Ledenev | Andrew Ledenev, Alexander Lenkin and Andrew Tolkachev | 22 tháng 6 năm 2014 |
| Nhóm thỏ sắc màu thấy mình đang ở một công viên giải trí vắng người và muốn đi vòng quay ngựa gỗ yêu thích của mình. Vấn đề là nó không hoạt động do thiếu tiền để nó bắt đầu hoạt động. Tuy nhiên, khi cuối cùng họ cũng làm cho nó quay được thì một vấn đề mới lại nảy sinh: Vì họ làm quá nhanh nên làm sao họ có thể tiếp tục được? Lưu ý: Tập này có hoạt ảnh kém tinh tế hơn đáng kể so với phần còn lại của loạt phim, có lẽ là do toàn bộ phần đầu tiên được phát sóng trong một ngày và thời hạn có thể có xung quanh thực tế này. Ý tưởng của tập phim cũng đã được làm lại thành Dizzy Little Bunny từ Phần 6. |                     |                        |                |                                                       |                     |
| 2 | 2                   | "Magic wand"           | Andrew Ledenev | Andrew Ledenev, Alexander Lenkin and Andrew Tolkachev | 22 tháng 6 năm 2014 |
| Đến một rạp xiếc, Hopper phát hiện ra một cây đũa thần và sử dụng nó để chơi khăm bạn bè và biến họ thành nhiều đồ vật và động vật khác nhau. Tuy nhiên, sự hỗn loạn xảy ra sau đó khi Iris chạm tay vào cây đũa phép. Lưu ý: Ý tưởng của tập này đã được làm lại và làm lại thành Magic Eraser và The Unfortunate Magician từ Phần 3. |                     |                        |                |                                                       |                     |
| 3 | 3                   | "Concert"              | Andrew Ledenev | Andrew Ledenev, Alexander Lenkin and Andrew Tolkachev | 22 tháng 6 năm 2014 |
| Tại phòng hòa nhạc, Turbo cố gắng dẫn dắt những người khác chơi một bản giao hưởng. Mọi chuyện diễn ra suôn sẻ cho đến khi Hopper vô tình dùng xylophone của mình đánh với Shiny và ngay sau khi Shiny trả đũa, mọi thứ đều xuống dốc. Lưu ý: Ý tưởng của tập này đã được làm lại thành Music for All từ Phần 6. |                     |                        |                |                                                       |                     |
| 4 | 4                   | "Who's faster?"        | Andrew Ledenev | Andrew Ledenev, Alexander Lenkin & Andrew Tolkachev   | 22 tháng 6 năm 2014 |
| Nhóm thỏ sắc màu xuất hiện bên trong sân vận động để tham dự giải điền kinh - chạy nước rút vượt rào của riêng họ. Đương nhiên, họ tàn phá trong khi cố gắng hoàn thành cuộc đua. Lưu ý: Ý tưởng của tập này sau đó đã được làm lại thành Athletics, Higher than anyone và The Most Nimble từ Phần 1 và 6. |                     |                        |                |                                                       |                     |
| 5 | 5                   | "Bunnies on the Moon"  | Andrew Ledenev | Andrew Ledenev, Alexander Lenkin & Andrew Tolkachev   | 22 tháng 6 năm 2014 |
| Hiện tượng Nhật thực bất ngờ ập đến khiến nhóm thỏ sắc màu ngạc nhiên khi chúng đang chơi đùa bên ngoài. Để giải quyết lý do tại sao, họ khẩn cấp lên đường tới Mặt Trăng và phát hiện ra một chiếc cờ lê bên trong một trong nhiều miệng hố của nó. Lưu ý: Ý tưởng của tập này sau đó đã được làm lại thành Fly Me to the Moon từ Phần 7. |                     |                        |                |                                                       |                     |
| 6 | 6                   | "Magician's case"      | Andrew Ledenev | Andrew Ledenev, Alexander Lenkin & Andrew Tolkachev   | 22 tháng 6 năm 2014 |
| Những chú thỏ đã trở lại rạp xiếc. Lần này, Hopper bị mắc kẹt trong vụ án của một pháp sư, bị Turbo dùng kiếm đâm và bị Shiny và Iris cầm cưa đuổi theo. |                     |                        |                |                                                       |                     |
| 7 | 7                   | "Fireflies"            | Andrew Ledenev | Andrew Ledenev, Alexander Lenkin & Andrew Tolkachev   | 22 tháng 6 năm 2014 |
| Vào một đêm tối và đầy sương mù, ở giữa Sunny Park, cả nhóm gặp phải một con đom đóm mà họ háo hức bắt và cất vào lọ của mình. Tuy nhiên, con ruồi khá lắt léo và khó bắt nên dẫn đến một số kết cục khá hài hước. Tuy nhiên, khi cuối cùng họ thành công trong việc bắt được nó, họ lại bị truy đuổi bởi một loạt đom đóm khác, những kẻ không mấy quan tâm đến việc bắt một thành viên cùng loài với họ. |                     |                        |                |                                                       |                     |
| 8 | 8                   | "Athletics"            | Andrew Ledenev | Andrew Ledenev, Alexander Lenkin & Andrew Tolkachev   | 22 tháng 6 năm 2014 |
| Những chú thỏ đang tham dự giải điền kinh - ném xa tại sân vận động để thử sức với một sự kiện mới và tranh tài để giành giải thưởng là một chiếc bánh kem khổng lồ. Họ liên tục cố gắng ném những đồ vật có vẻ ngẫu nhiên để giành chiến thắng, trong đó Hopper là nạn nhân của sự lạm dụng. Lưu ý: Ý tưởng của tập này đã được làm lại một chút thành Piñata từ Phần 3. |                     |                        |                |                                                       |                     |
| 9 | 9                   | "Hide and seek"        | Andrew Ledenev | Andrew Ledenev, Alexander Lenkin & Andrew Tolkachev   | 22 tháng 6 năm 2014 |
| Những chú thỏ chơi trốn tìm trong bảo tàng. Mọi chuyện diễn ra tốt đẹp cho đến khi Iris bị Boo đuổi theo về phía một bức tượng có giá trị và cuối cùng đâm vào nó, khiến nó bị vỡ trong quá trình đó. Sau đó, các nhân vật dành phần còn lại của tập phim để cố gắng sửa chữa nó. Lưu ý: Ý tưởng của tập này sau đó đã được làm lại và làm lại thành How to fix the rainbow từ Phần 4. |                     |                        |                |                                                       |                     |
| 10 | 10                  | "Birthday"             | Andrew Ledenev | Andrew Ledenev, Alexander Lenkin & Andrew Tolkachev   | 22 tháng 6 năm 2014 |
| Vào ngày sinh nhật của Shiny, những chú thỏ khác buộc quá nhiều bóng bay vào thành trên ghế của cô, khiến cô bay lên trời. Những chú thỏ không giúp Shiny xuống được nên chúng tập hợp những quả bóng bay khác để đuổi theo cô. Lưu ý: Ý tưởng của tập này sau đó đã được làm lại thành Turbo's Birthday và Iris's Birthday từ Phần 5 và 6. |                     |                        |                |                                                       |                     |
| 11 | 11                  | "Who's there?"         | Andrew Ledenev | Andrew Ledenev, Alexander Lenkin & Andrew Tolkachev   | 22 tháng 6 năm 2014 |
| Những chú thỏ tranh cãi về một số cây kem lạnh, và những cánh cửa thần kỳ mà chúng phát hiện ra khiến cuộc rượt đuổi kem lạnh của chúng thậm chí còn sôi động hơn trước. Lưu ý: Ý tưởng của tập này sau đó đã được làm lại thành Let's go for a Ride!, cũng từ Phần 1. |                     |                        |                |                                                       |                     |
| 12 | 12                  | "Catch me!"            | Andrew Ledenev | Andrew Ledenev, Alexander Lenkin and Andrew Tolkachev | 22 tháng 6 năm 2014 |
| Khi đang chơi trốn tìm trong rạp xiếc, những chú thỏ phát hiện ra một quả bóng bay tạo ra tĩnh điện, khiến chúng không ngừng quấy rầy và đuổi theo chúng mọi lúc mọi nơi. Lưu ý: Ý tưởng của tập này sau đó đã được làm lại và làm lại thành Now You See Me Now You Don't! từ Phần 3. |                     |                        |                |                                                       |                     |
| 13 | 13                  | "Let's go for a ride!" | Andrew Ledenev | Andrew Ledenev, Alexander Lenkin and Andrew Tolkachev | 22 tháng 6 năm 2014 |
| Những chú thỏ tìm thấy một đồng xu duy nhất trong công viên giải trí. Tất cả họ đều muốn đi những chuyến đi khác nhau, nhưng vấn đề là họ chỉ có một đồng xu. Note: Tập này được phát sóng đầu tiên trên kênh YouTube chính thức của bộ phim vào ngày 3 tháng 6 năm 2016. |                     |                        |                |                                                       |                     |
| 14 | 14                  | "Christmas tree"       | Andrew Ledenev | Andrew Ledenev, Alexander Lenkin & Andrew Tolkachev   | 22 tháng 6 năm 2014 |
| Mùa đông đã đến và nhóm thỏ sắc màu thấy mình đang ở trong một công viên đầy tuyết, bên cạnh cây thông Noel cao lớn. Họ nhanh chóng bắt tay vào làm việc, vô tình làm người kiểm tra cây dọc đường bực bội (Turbo). Lưu ý: Ý tưởng của tập này sau đó đã được làm lại thành How to play tennis, cũng từ Phần 1. |                     |                        |                |                                                       |                     |
| 15 | 15                  | "Knight tournament"    | Andrew Ledenev | Andrew Ledenev, Alexander Lenkin & Andrew Tolkachev   | 22 tháng 6 năm 2014 |
| Nhóm thỏ sắc màu quyết định chơi một trò chơi giải đấu hiệp sĩ thời trung cổ. Chiếc nón chiến binh ma thuật mà họ tìm thấy đã biến Boo thành một chúa tể độc ác và hung hãn. Những chú khác lao vào giải cứu Turbo khỏi mối nguy hiểm của anh ta (ngoại trừ Hopper, đóng vai trọng tài), sử dụng sự khéo léo và sức mạnh trong nỗ lực của họ hơn bình thường. Lưu ý: Ý tưởng của tập này sau đó đã được làm lại và làm lại thành Incredible machine từ Phần 2. |                     |                        |                |                                                       |                     |
| 16 | 16                  | "Burning desires"      | Andrew Ledenev | Andrew Ledenev, Alexander Lenkin & Andrew Tolkachev   | 22 tháng 6 năm 2014 |
| Nhóm thỏ sắc màu khám phá ra một trong những luống hoa trong công viên: một loài hoa biến điều ước thành hiện thực. Hopper sử dụng sức mạnh của nó để chúc bạn bè đi xa và chơi một mình, nhưng rồi hối hận. Lưu ý: Ý tưởng của tập này sau đó đã được làm lại và làm lại thành Speedy boots, Magic mirror và Magic Eraser từ Phần 2 và 3. |                     |                        |                |                                                       |                     |
| 17 | 17                  | "How to play tennis"   | Andrew Ledenev | Andrew Ledenev, Alexander Lenkin & Andrew Tolkachev   | 22 tháng 6 năm 2014 |
| Nhóm thỏ sắc màu háo hức học cách chơi quần vợt. Họ vung vợt một cách nghiêm túc và đánh bóng mạnh nhất có thể, nhưng có một vấn đề: bóng không tiếp đất ở nơi họ mong muốn. Trọng tài (Turbo) hầu hết đều bị đánh bóng trúng, và khi không thể chịu đựng được nữa hoặc lâu hơn nữa, nó đứng dậy và tự mình thực hiện môn thể thao này. Lưu ý: Chủ đề thể thao của tập này sau đó đã được làm lại thành Golden golf club, Fluffy-eared team, Football team, Strike, Little imp, Ping-pong hero, Who's Stronger, Perfect Game và Bunnies United, tất cả đều lần lượt từ Phần 2 và 3.                                        |                     |                        |                |                                                       |                     |
| 18 | 18                  | "Bubbles"              | Andrew Ledenev | Andrew Ledenev, Alexander Lenkin & Andrew Tolkachev   | 22 tháng 6 năm 2014 |
| Nhóm thỏ sắc màu tìm thấy một máy thổi bong bóng trong công viên và bắt đầu thổi bong bóng ngay lập tức, nhưng Boo liên tục hắt hơi từ chúng, vì vậy họ buộc một chiếc khăn rằn vào miệng cậu ấy để ngăn tình trạng dị ứng của nó trầm trọng hơn. Lưu ý: Ý tưởng của tập này đã được làm lại một chút thành Bouncing Hero từ Phần 3. |                     |                        |                |                                                       |                     |
| 19 | 19                  | "Colour mixer"         | Andrew Ledenev | Andrew Ledenev, Alexander Lenkin & Andrew Tolkachev   | 22 tháng 6 năm 2014 |
| Nhóm thỏ sắc màu lại ở trong công viên. Lần này, họ đi trượt patin, nhưng một chuyến đi trông kỳ lạ có hình dạng như một chiếc đĩa bay đã làm xáo trộn tất cả kế hoạch cũng như màu sắc của họ. |                     |                        |                |                                                       |                     |
| 20 | 20                  | "Wonder brush"         | Andrew Ledenev | Andrew Ledenev, Alexander Yakovlev & Andrew Tolkachev | 22 tháng 6 năm 2014 |
| Nhóm thỏ sắc màu xuất hiện bên trong bảo tàng nghệ thuật địa phương và bắt tay vào thực hiện các tác phẩm của riêng họ ngay lập tức. Hopper không may không giỏi vẽ tranh cho đến khi nó phát hiện ra một cây cọ thần kỳ có thể giúp nó tạo ra một kiệt tác. Thay vào đó, Hopper dùng nó để chơi khăm bạn bè và tàn phá bảo tàng. Lưu ý: Ý tưởng của tập này đã được làm lại và làm lại thành Time machine từ Phần 2. |                     |                        |                |                                                       |                     |
| 21 | 21                  | "Higher than anyone"   | Andrew Ledenev | Andrew Ledenev, Alexander Lenkin & Andrew Tolkachev   | 22 tháng 6 năm 2014 |
| Những chú thỏ đã trở lại sân vận động. Lần này, họ muốn tìm ra ai nhảy cao giỏi nhất. Ai chứng tỏ được giá trị của mình trong cuộc thi bằng cách nhảy cao nhất. Khi nó trở nên quá cao đối với họ, họ nhận ra rằng họ cần có sự sáng tạo và tinh thần đồng đội cao để hoàn thành nhiệm vụ. |                     |                        |                |                                                       |                     |
| 22 | 22                  | "Juggler"              | Andrew Ledenev | Andrew Ledenev, Alexander Lenkin & Andrew Tolkachev   | 22 tháng 6 năm 2014 |
| Những chú thỏ lại ở rạp xiếc. Tập phim tập trung vào Boo và mong muốn học cách tung hứng của anh ấy, với những hậu quả tai hại. Lưu ý: Ý tưởng của tập này sau đó đã được làm lại và làm lại thành Brave pilot, cũng từ Phần 1. |                     |                        |                |                                                       |                     |
| 23 | 23                  | "Selfie"               | Andrew Ledenev | Andrew Ledenev, Alexander Lenkin & Andrew Tolkachev   | 22 tháng 6 năm 2014 |
| Nhóm thỏ sắc màu tìm thấy một chiếc máy ảnh kỳ lạ trong công viên. Mỗi hình ảnh được chụp sẽ được chuyển vào màn hình TV. Khi Boo, Iris, Shiny và Hopper chụp một bức ảnh thì bị hộ tống vào trong tivi một cách kỳ lạ, Turbo cố gắng giúp họ tìm lối thoát. |                     |                        |                |                                                       |                     |
| 24 | 24                  | "Brave pilot"          | Andrew Ledenev | Andrew Ledenev, Alexander Lenkin & Andrew Tolkachev   | 22 tháng 6 năm 2014 |
| Boo mơ ước một ngày nào đó sẽ trở thành phi công nổi tiếng và bạn bè của cậu đang cố gắng giúp đỡ họ nhiều nhất có thể. Mọi chuyện không suôn sẻ mà thậm chí còn trở nên tồi tệ hơn khi Turbo, Iris, Shiny và Hopper bị mắc kẹt lộn ngược và Boo buộc phải bay đi cứu họ. |                     |                        |                |                                                       |                     |
| 25 | 25                  | "Hocus-pocus"          | Andrew Ledenev | Andrew Ledenev, Alexander Lenkin & Andrew Tolkachev   | 22 tháng 6 năm 2014 |
| Xuất hiện tại rạp xiếc, Boo quyết định tổ chức một buổi biểu diễn ảo thuật cho bạn bè của mình nhưng lại vô tình khiến tất cả họ biến mất. Boo sẽ đảo ngược thủ thuật này như thế nào? |                     |                        |                |                                                       |                     |
| 26 | 26                  | "Power of magic"       | Andrew Ledenev | Andrew Ledenev, Alexander Lenkin & Andrew Tolkachev   | 22 tháng 6 năm 2014 |
| Một ảo thuật gia Ấn Độ đến rạp xiếc, nơi nhóm thỏ sắc màu xuất hiện. Ở đó, Hopper phát hiện ra chiếc khăn xếp ma thuật của mình và sử dụng nó để nâng mọi thứ và mọi người trong tầm mắt của mình. Đó là cho đến khi Turbo đánh cắp nó và dùng nó để nâng đỡ bạn bè của mình. Tuy nhiên, một tình huống khó xử đáng sợ nảy sinh khi anh buộc chúng vào một sợi dây buộc trên một bảng ghim sắc nhọn và phải tìm cách gỡ chúng xuống trước khi anh nhận ra rằng pin cũng đã hết vào thời điểm này. Hành động tiếp theo của anh là gì để cứu bạn bè của mình khỏi sự diệt vong sắp xảy ra?                                   |                     |                        |                |                                                       |                     |

### Phần 2 (2014-2015)
| TT. tổng thể | TT. trong loạt phim | Tiêu đề                          | Đạo diễn       | Biên kịch                                           | Ngày phát hành gốc   |
| --- | ------------------- | -------------------------------- | -------------- | --------------------------------------------------- | -------------------- |
| 27 | 1                   | "The trick is in the hat"        | Andrew Ledenev | Andrew Ledenev, Alexander Lenkin & Andrew Tolkachev | 27 tháng 10 năm 2014 |
| Nhóm thỏ sắc màu đang ở điểm tham quan Wild West ở Sunny Park và nhanh chóng đi chơi một số trò chơi, ngoại trừ Hopper, người ở lại để lấy một chiếc mũ cao bồi. Chiếc mũ nhanh chóng chứng tỏ đã phá hỏng cơ hội thành công của Hopper và chỉ khi cởi nó ra, nó mới có thể hoàn thành nhiệm vụ. Lưu ý: Chủ đề phương Tây của tập này sau đó đã được làm lại thành Piñata từ Phần 3. |                     |                                  |                |                                                     |                      |
| 28 | 2                   | "Golden golf club"               | Andrew Ledenev | Andrew Ledenev, Alexander Lenkin & Andrew Tolkachev | 1 tháng 11 năm 2014  |
| Trong khi những chú thỏ đang chơi gôn, Turbo nhận được một cây gậy đánh gôn màu vàng, dường như có khả năng đặc biệt giúp những ai không đủ năng lực chơi gôn thành công rực rỡ. Nó trở nên giỏi hơn theo thời gian và sớm trở thành bậc thầy trong môn thể thao này. Đó là, cho đến khi nó cuối cùng phản tác dụng. Lưu ý: Tập này là phần mới đầu tiên của loạt phim được phát hành lần đầu trên kênh YouTube chính thức, nhưng thay đổi này sẽ không có hiệu lực cho đến Phần 3.                                                                                    |                     |                                  |                |                                                     |                      |
| 29 | 3                   | "How to make a friend laugh"     | Andrew Ledenev | Andrew Ledenev, Alexander Lenkin & Andrew Tolkachev | 5 tháng 11 năm 2014  |
| Shiny đang có "một trong những ngày đó": Cây kẹo gãy và quả bóng bay yêu thích của cô nổ tung. Shiny đột nhiên khóc nức nở và bạn bè của cô ấy đang cố gắng làm mọi cách để giúp cô ấy bình tĩnh lại: bồ công anh, buổi biểu diễn ảo thuật, kem lạnh, v.v., nhưng không có tác dụng gì. Mọi thứ thậm chí còn tồi tệ hơn khi một quả bóng bay khác của cô bay đi và bị mắc vào một cái cây, buộc những người khác phải tìm cách lấy nó mà không có nguy cơ bị thương tích trong quá trình này.                                                                          |                     |                                  |                |                                                     |                      |
| 30 | 4                   | "Speedy boots"                   | Andrew Ledenev | Andrew Ledenev, Alexander Lenkin & Andrew Tolkachev | 9 tháng 11 năm 2014  |
| Để tôn vinh những bộ phim hoạt hình rượt đuổi kinh điển trong thời kỳ hoàng kim của hoạt hình, những chú thỏ đã tìm thấy một đôi giày thần kỳ có thể đưa ai đó đến bất cứ nơi nào họ muốn. Boo đeo chúng vào và ngay lập tức anh ấy được phóng đi vòng quanh công viên với tốc độ nhanh như chớp. Trong khi đó, bạn bè của anh lên kế hoạch thuyết phục anh dừng lại bằng cách sử dụng nhiều loại Wile khác nhau. Các thiết bị lấy cảm hứng từ E Coyote, gây ra hậu quả tai hại. Lưu ý: Ý tưởng của tập này sau đó đã được làm lại thành Sunny Easter Bunny từ Phần 3. |                     |                                  |                |                                                     |                      |
| 31 | 5                   | "Time machine"                   | Andrew Ledenev | Andrew Ledenev, Alexander Lenkin & Andrew Tolkachev | 19 tháng 11 năm 2014 |
| Trong một bảo tàng, Turbo phát hiện ra một chiếc đồng hồ cổ có thể dừng thời gian và sử dụng nó để chơi khăm bạn bè cũng như tàn phá tài sản của bảo tàng theo nhiều cách khác nhau. |                     |                                  |                |                                                     |                      |
| 32 | 6                   | "Fluffy-eared team"              | Andrew Ledenev | Andrew Ledenev, Alexander Lenkin & Andrew Tolkachev | 25 tháng 11 năm 2014 |
| Nhóm thỏ sắc màu xuất hiện trên sân bóng rổ ngoài trời và cố gắng ghi bàn vào rổ. Tuy nhiên, mọi chuyện không dễ dàng như họ nghĩ. |                     |                                  |                |                                                     |                      |
| 33 | 7                   | "Glutton"                        | Andrew Ledenev | Andrew Ledenev, Alexander Lenkin & Andrew Tolkachev | 7 tháng 12 năm 2014  |
| Boo ăn quá nhiều bánh ngọt và đồ ngọt và trở nên béo phì một cách bệnh hoạn. Thật may mắn cho Boo, những chú thỏ khác đã cố gắng hết sức để giúp Boo thon gọn hơn, nhưng chỉ khiến nó bị bẹp dúm. Lưu ý: Ý tưởng của tập này sau đó đã được làm lại và làm lại lần lượt thành Elusive cake và Sunny Bunnies Cafe từ Phần 2 và 4. |                     |                                  |                |                                                     |                      |
| 34 | 8                   | "Elusive cake"                   | Andrew Ledenev | Andrew Ledenev, Alexander Lenkin & Andrew Tolkachev | 8 tháng 12 năm 2014  |
| Nhóm thỏ sắc màu đến quán cà phê công viên để tự thưởng cho mình món tráng miệng yêu thích. Tuy nhiên, sự hỗn loạn xảy ra khi hóa ra tất cả đều muốn một thứ giống hệt nhau. |                     |                                  |                |                                                     |                      |
| 35 | 9                   | "Magic mirror"                   | Andrew Ledenev | Andrew Ledenev, Alexander Lenkin & Andrew Tolkachev | 25 tháng 12 năm 2014 |
| Hopper thực sự chán chơi một mình và phát hiện ra một chiếc gương thần nơi có cặp song sinh giống anh cư trú. Hooper bắt đầu chơi với chúng, nhưng khi chúng bắt đầu gây rắc rối, nó nhận được sự giúp đỡ từ những chú thỏ khác để vây bắt chúng. |                     |                                  |                |                                                     |                      |
| 36 | 10                  | "Football team"                  | Andrew Ledenev | Andrew Ledenev, Alexander Lenkin & Andrew Tolkachev | 31 tháng 12 năm 2014 |
| Nhóm thỏ sắc màu muốn một ít kem ngon nhưng lại không có đĩa để ăn. Họ quyết định chơi bóng đá bằng loạt sút luân lưu, người chiến thắng sẽ được thưởng một chiếc cúp để dùng cùng kem lạnh. |                     |                                  |                |                                                     |                      |
| 37 | 11                  | "The Big Gray Wolf"              | Andrew Ledenev | Andrew Ledenev, Alexander Lenkin & Andrew Tolkachev | 1 tháng 1 năm 2015   |
| Hóa ra nhóm thỏ sắc màu không đơn độc trong vũ trụ. Trên Mặt Trăng có một con sói săn thỏ từ lâu. Sau khi chất tất cả các thiết bị săn bắn và phụ kiện của mình vào tàu vũ trụ, Sói bay đi săn, nhưng hóa ra việc đó khó khăn hơn anh ta dự đoán. |                     |                                  |                |                                                     |                      |
| 38 | 12                  | "Magic potion"                   | Andrew Ledenev | Andrew Ledenev, Alexander Lenkin & Andrew Tolkachev | 5 tháng 1 năm 2015   |
| Shiny và Iris điều chế một lọ thuốc ma thuật và yêu cầu những chú thỏ khác nếm thử. Kết quả thật là... ngoài mong đợi phải nói là ít nhất. Lưu ý: Ý tưởng của tập này sau đó đã được làm lại thành Donuts - Ninjas từ Phần 3. |                     |                                  |                |                                                     |                      |
| 39 | 13                  | "Funfair ride trap"              | Andrew Ledenev | Andrew Ledenev, Alexander Lenkin & Andrew Tolkachev | 8 tháng 1 năm 2015   |
| Sói chuẩn bị một cái bẫy xảo quyệt để bắt thỏ. Anh ta dự định dụ những chú thỏ lên băng chuyền yêu thích của chúng và ăn thịt chúng. Kế hoạch kết thúc một cách tự nhiên trước mặt anh ta vì anh ta không chỉ thất bại mà con mồi của anh ta còn được hưởng một chuyến đi trên băng chuyền sau đó. |                     |                                  |                |                                                     |                      |
| 40 | 14                  | "Labyrinth"                      | Andrew Ledenev | Andrew Ledenev, Alexander Lenkin & Andrew Tolkachev | 15 tháng 1 năm 2015  |
| Nhóm thỏ sắc màu xuất hiện trong một mê cung bí ẩn, nơi sinh sống của một con quái vật tên là Minotaur. Những chú thỏ cố gắng vượt qua nhiều chướng ngại vật khác nhau và tránh bẫy. |                     |                                  |                |                                                     |                      |
| 41 | 15                  | "How to cook burger"             | Andrew Ledenev | Andrew Ledenev, Alexander Lenkin & Andrew Tolkachev | 28 tháng 1 năm 2015  |
| Sói phát triển một kế hoạch và phát minh ra một thiết bị đặc biệt để làm bánh mì kẹp thịt từ những chú thỏ, nhưng kế hoạch lại sai lầm khủng khiếp như thường lệ. |                     |                                  |                |                                                     |                      |
| 42 | 16                  | "Strike"                         | Andrew Ledenev | Andrew Ledenev, Alexander Lenkin & Andrew Tolkachev | 31 tháng 1 năm 2015  |
| Nhóm thỏ sắc màu thử chơi bowling, trong đó một miếng kẹo cao su trở nên hữu ích một cách đáng kinh ngạc trong cuộc thi. |                     |                                  |                |                                                     |                      |
| 43 | 17                  | "Little imp"                     | Andrew Ledenev | Andrew Ledenev, Alexander Lenkin & Andrew Tolkachev | 4 tháng 2 năm 2015   |
| Những chú thỏ quyết định chơi phi tiêu và giải thưởng lớn trong đó là một chiếc bánh sô cô la khổng lồ, nhưng Hopper vì lý do nào đó đã ngăn cản những chú thỏ khác bắn trúng mục tiêu. |                     |                                  |                |                                                     |                      |
| 44 | 18                  | "Chickabunnies"                  | Andrew Ledenev | Andrew Ledenev, Alexander Lenkin & Andrew Tolkachev | 9 tháng 5 năm 2015   |
| Nhóm thỏ sắc màu không muốn cho con sói ăn bữa sáng của mình. Kết quả là, anh ta phải chịu một số tội bất thường cho khẩu súng của mình và bắn vào những con thỏ phiền phức. Những viên đạn ma thuật biến chúng thành những quả trứng và khi chúng nở ra sẽ chọc tức con sói để quay lại tấn công nó. |                     |                                  |                |                                                     |                      |
| 45 | 19                  | "Level up"                       | Andrew Ledenev | Andrew Ledenev, Alexander Lenkin & Andrew Tolkachev | 19 tháng 5 năm 2015  |
| Những chú thỏ chơi trò chơi máy tính yêu thích của chúng và sẵn sàng lên cấp độ tiếp theo thì con sói bất ngờ xuất hiện. Cuộc truy đuổi của họ lên đến đỉnh điểm khi một chiếc máy tính bị hỏng và sân chơi biến thành một trò chơi trên máy tính. |                     |                                  |                |                                                     |                      |
| 46 | 20                  | "Sweet dream"                    | Andrew Ledenev | Andrew Ledenev & Andrew Tolkachev                   | 25 tháng 6 năm 2015  |
| Boo đang đợi bạn bè đến để tổ chức sinh nhật cho nó, nhưng vì họ đến muộn nên Boo đã ngủ quên trước khi khách đến. Sau đó, Boo mơ một giấc rằng mình đang ở một vùng đất của đồ ngọt và bị truy đuổi bởi một con quái vật toàn là kem. |                     |                                  |                |                                                     |                      |
| 47 | 21                  | "Ping-pong hero"                 | Andrew Ledenev | Andrew Ledenev & Andrew Tolkachev                   | 15 tháng 7 năm 2015  |
| Những chú thỏ đang chơi bóng bàn, ngoại trừ Hopper, người không có ai chơi cùng. Vì vậy, nó đã vẽ một bản sao trực quan của chính mình trên bảng đen, bằng cách nào đó, điều này giúp Hopper đạt được thành tích tốt nhất ở mỗi lượt. |                     |                                  |                |                                                     |                      |
| 48 | 22                  | "Incredible machine"             | Andrew Ledenev | Andrew Ledenev & Andrew Tolkachev                   | 5 tháng 9 năm 2015   |
| Turbo và Boo lại thấy mình đang ở trong rạp xiếc, nhưng lần này có một thiết bị lạ nào đó ở giữa sân khấu. Turbo cố gắng tìm hiểu cách thức hoạt động của nó, nhưng sự hỗn loạn xảy ra sau khi anh ta nhấn tất cả các nút liên tiếp và biến Boo thành nhiều loài động vật khác nhau, bao gồm chó, cừu và ngựa. |                     |                                  |                |                                                     |                      |
| 49 | 23                  | "Magic carpet"                   | Andrew Ledenev | Andrew Ledenev & Andrew Tolkachev                   | 28 tháng 9 năm 2015  |
| Có một trò chơi mới trong công viên giải trí mang tên Tấm thảm ma thuật. Những chú thỏ phấn khích khi nhìn thấy cảnh tượng đó và đi theo bùng binh. Boo, người vẫn không có chỗ ngồi, đã tìm thấy một tấm thảm ma thuật thực sự mà anh ấy dùng để đáp trả những người bạn vì đã hành động thờ ơ với hoàn cảnh của mình trước đó. |                     |                                  |                |                                                     |                      |
| 50 | 24                  | "Hard nut to crack"              | Andrew Ledenev | Andrew Ledenev & Andrew Tolkachev                   | 31 tháng 10 năm 2015 |
| Có một điểm thu hút đặc biệt được gọi là Hammer. Ai gõ búa mạnh nhất vào đe sẽ nhận được giải thưởng là một quả hạch to và ngon. Những chú thỏ cố gắng mở nó ra nhưng không thành công cho đến khi Boo giúp đỡ. |                     |                                  |                |                                                     |                      |
| 51 | 25                  | "Big ice cream for little bunny" | Andrew Ledenev | Andrew Ledenev, Alexander Lenkin & Andrew Tolkachev | 15 tháng 11 năm 2015 |
| Hopper phải đối mặt với một lựa chọn khó khăn: lựa chọn giữa một cây kem ốc quế nhỏ nơi Hopper đang ở hoặc một cây kem khổng lồ trên đỉnh núi. Nó liền chọn cái lớn, nhưng đến được đó không hề dễ dàng như Hopper nghĩ. |                     |                                  |                |                                                     |                      |
| 52 | 26                  | "Snapshot to remember"           | Andrew Ledenev | Andrew Ledenev & Andrew Tolkachev                   | 28 tháng 11 năm 2015 |
| Những chú thỏ đến quầy chụp ảnh. Hopper háo hức chụp một số bức ảnh nhưng bị chặn lại trên đường và bị đuổi ra ngoài sau khi cố gắng lẻn vào phía trước. Nó trả đũa bằng cách dùng pháo nổ tung bạn bè của mình và phá hoại các bức tranh bằng bút đánh dấu màu đen, do đó làm nhục họ trong quá trình này. |                     |                                  |                |                                                     |                      |

### Phần 3 (2016-2017)
Lưu ý: Bắt đầu với tập Magic Eraser, tất cả các tập đã được phát hành lần đầu trên kênh YouTube chính thức.
| TT. tổng thể | TT. trong loạt phim | Tiêu đề                         | Đạo diễn                        | Biên kịch                                           | Ngày phát hành gốc   |
| --- | ------------------- | ------------------------------- | ------------------------------- | --------------------------------------------------- | -------------------- |
| 53 | 1                   | "Magic Eraser"                  | Andrew Ledenev                  | Andrew Ledenev, Alexander Lenkin & Andrew Tolkachev | 12 tháng 10 năm 2016 |
| Iris đưa ra những bài học về cách biến đổi một cách kỳ diệu các vật thể thành các thuộc tính khác. Trong khi những chú thỏ khác đang bận rộn, Hopper quyết định sử dụng kiến thức mới tìm được của mình để gây rắc rối và xóa sổ những người bạn dường như đã tồn tại của mình (như đã làm trước đây trong tập Burning desires). Điều này rõ ràng đã phản tác dụng khi Iris hiểu được chuyện gì đang xảy ra và buộc anh ta phải từ bỏ cục tẩy và đưa bạn bè của mình quay trở lại.                                   |                     |                                 |                                 |                                                     |                      |
| 54 | 2                   | "Sunny Racers"                  | Andrew Ledenev                  | Andrew Ledenev, Alexander Lenkin & Andrew Tolkachev | 16 tháng 10 năm 2016 |
| Các chú thỏ quyết định lấy những chiếc ô tô có màu sắc riêng của mình và sắp xếp một cuộc thi đua. Sói, người một lần nữa cố gắng bắt những con thỏ, trở thành người tham gia vào cuộc chạy đua trái với ý muốn của mình. |                     |                                 |                                 |                                                     |                      |
| 55 | 3                   | "Piñata"                        | Andrew Ledenev                  | Andrew Ledenev, Alexander Lenkin & Andrew Tolkachev | 29 tháng 10 năm 2016 |
| Những chú thỏ xuất hiện giữa lễ hội ở México. Điểm thu hút lớn nhất là một chiếc piñata lớn đầy màu sắc chứa đầy các loại đồ ngọt. Tuy nhiên, để có được món ăn nói trên, trước tiên các chú thỏ cần phải bẻ gãy chiếc piñata. Trong lễ hội hóa trang, Turbo nhanh chóng bị coi là gánh nặng của sự tàn phá và lạm dụng, bị đưa đi khắp nơi với tốc độ cực nhanh, xuyên qua một bộ sưu tập xương rồng và cuối cùng bị phóng thẳng vào con piñata.                                                                    |                     |                                 |                                 |                                                     |                      |
| 56 | 4                   | "Boomerang"                     | Andrew Ledenev                  | Andrew Ledenev, Alexander Lenkin & Andrew Tolkachev | 4 tháng 11 năm 2016  |
| Boo muốn chơi với bạn bè nhưng mọi chuyện không như ý muốn: vợt không hoạt động và quả bóng bầu dục bay đi. Kết quả là những chú thỏ khác xa lánh nó vì sự vụng về của Boo. May mắn thay, Boo tìm thấy một món đồ chơi mới mà cậu ấy có thể giải trí mà không cần sự tham gia của bạn bè, cho đến khi bạn bè của Boo cũng muốn chơi với món đồ đó. Lưu ý: Đây là tập cuối cùng do Alexander Lenkin đồng sáng tác trước khi rời khỏi seriess. Thay vào đó, tất cả các tập về sau đều được viết bởi Sergery Gashnikov. |                     |                                 |                                 |                                                     |                      |
| 57 | 5                   | "Donuts - Ninjas"               | Andrew Ledenev                  | Andrew Ledenev, Sergey Gashnikov & Andrew Tolkachev | 28 tháng 11 năm 2016 |
| Iris và Shiny quyết định nướng một số bánh rán, nhưng các thỏ còn lại vì đói nên đã ăn trộm chúng trước thời hạn. Bực mình và mong muốn dạy cho họ một bài học, bộ đôi quyết định thể hiện kỹ năng và khả năng ninja của mình, trong khi các chú thỏ còn lại nhận được kết quả ngắn ngủi. Note: Đây là tập đầu tiên do Sergey Gashnikov đồng sáng tác sau sự rời đi của Lenkin. |                     |                                 |                                 |                                                     |                      |
| 58 | 6                   | "Engineering Genius"            | Andrew Ledenev                  | Andrew Ledenev, Sergey Gashnikov & Andrew Tolkachev | 1 tháng 12 năm 2016  |
| Trong khi những chú thỏ đang đạp xe trong công viên, chúng phát hiện ra một chiếc hộp lớn chứa bộ dụng cụ chế tạo máy bay trực thăng. Những chú thỏ sau đó cố gắng chế tạo một chiếc trực thăng nhưng liên tục thất bại. |                     |                                 |                                 |                                                     |                      |
| 59 | 7                   | "Let's Go Get Those Presents!"  | Andrew Ledenev                  | Andrew Ledenev, Sergey Gashnikov & Andrew Tolkachev | 4 tháng 12 năm 2016  |
| Giáng sinh đã về và nhóm thỏ sắc màu đang lên kế hoạch ăn mừng. Thật không may, những món quà và cây Giáng sinh lại nằm giữa sân trượt băng. Vì vậy, mỗi chú thỏ sử dụng một phương pháp khác nhau để lấy lại món quà của mình: Hopper chỉ cần chọn chạy nhanh nhất có thể, Iris và Shiny sử dụng ván trượt để di chuyển, Boo lấy hai chiếc ủng và đặt chúng trước mặt nhau nhiều lần, còn Turbo quyết định làm như vậy, sử dụng một tấm gỗ để vận chuyển, có pháo hoa ở phía sau để có biện pháp tốt.               |                     |                                 |                                 |                                                     |                      |
| 60 | 8                   | "Now You See Me Now You Don't!" | Andrew Ledenev                  | Andrew Ledenev, Sergey Gashnikov & Andrew Tolkachev | 22 tháng 12 năm 2016 |
| Nhóm thỏ sắc màu lại xuất hiện ở rạp xiếc. Hopper tìm thấy một chiếc mũ vô hình và sử dụng nó để chơi khăm bạn bè theo nhiều kiểu khác nhau. Những chú thỏ sau đó hợp sức để bắt kẻ phiền toái nhỏ vô hình. |                     |                                 |                                 |                                                     |                      |
| 61 | 9                   | "You Harvest What You Sow"      | Andrew Ledenev                  | Andrew Ledenev, Sergey Gashnikov & Andrew Tolkachev | 29 tháng 12 năm 2016 |
| Nhóm thỏ sắc màu xuất hiện tại một trang trại nông thôn, tìm thấy nhiều loại hạt giống khác nhau và quyết định tự trồng trọt. |                     |                                 |                                 |                                                     |                      |
| 62 | 10                  | "Sunny Valentine's Day"         | Andrew Ledenev                  | Andrew Ledenev, Sergey Gashnikov & Andrew Tolkachev | 31 tháng 12 năm 2016 |
| Nhóm thỏ sắc màu đang chuẩn bị sẵn sàng cho Ngày lễ tình nhân và đang trang trí khoảng trống ấm cúng trong rừng. Tuy nhiên, Hopper tỏ ra lười biếng và miễn cưỡng làm việc cho đến khi anh phát hiện ra một cây đũa thần (giống như tập phim cùng tên) có khả năng giúp anh hoàn thành nhiệm vụ. |                     |                                 |                                 |                                                     |                      |
| 63 | 11                  | "Who's Stronger?"               | Andrew Ledenev                  | Andrew Ledenev, Sergey Gashnikov & Andrew Tolkachev | 1 tháng 1 năm 2017   |
| Boo và Hopper có mặt trên sân thể thao và tập nâng tạ nặng và thi đấu xem ai mạnh hơn. |                     |                                 |                                 |                                                     |                      |
| 64 | 12                  | "Bouncing Hero"                 | Andrew Ledenev                  | Andrew Ledenev, Sergey Gashnikov & Andrew Tolkachev | 14 tháng 2 năm 2017  |
| Những chú thỏ thổi phồng một tấm nệm hơi và nảy lên trên đó. Mọi chuyện diễn ra suôn sẻ cho đến khi Boo tham gia và mọi thứ vốn suôn sẻ trước đây lại trở nên tồi tệ. |                     |                                 |                                 |                                                     |                      |
| 65 | 13                  | "Sunny Easter Bunny"            | Andrew Ledenev                  | Andrew Ledenev, Sergey Gashnikov & Andrew Tolkachev | 28 tháng 2 năm 2017  |
| Là người kế thừa tinh thần của "Speedy boots", Lễ Phục sinh đang đến gần nên các chú thỏ đang bận rộn sơn những quả trứng Phục sinh của mình. Đột nhiên, dường như không biết từ đâu, một quả trứng Phục sinh khổng lồ xuất hiện. Tuyệt vọng muốn vẽ nó, những chú thỏ cố gắng bắt kịp một cuộc rượt đuổi tốc độ cao để bày tỏ lòng kính trọng, một lần nữa, đuổi theo những bộ phim hoạt hình Thời đại hoàng kim của hoạt hình.                                                                                     |                     |                                 |                                 |                                                     |                      |
| 66 | 14                  | "Perfect Game"                  | Andrew Ledenev                  | Andrew Ledenev, Sergey Gashnikov & Andrew Tolkachev | 15 tháng 4 năm 2017  |
| Turbo xuất hiện tại sân bóng chày. Nó muốn thi đấu nhưng sân vắng tanh. Mọi thứ có vẻ ảm đạm cho đến khi Turbo phát hiện ra một chiếc bình cơ học và quyết định chơi với nó. Tuy nhiên, chiếc máy không may bị hỏng, buộc anh ta phải cố gắng tắt nó, điều này chứng tỏ đây là một nhiệm vụ khó khăn đối với Turbo. |                     |                                 |                                 |                                                     |                      |
| 67 | 15                  | "Sunny Skateboarding"           | Andrew Ledenev                  | Andrew Ledenev, Sergey Gashnikov & Andrew Tolkachev | 30 tháng 4 năm 2017  |
| Hôm nay là sinh nhật của Hopper và những chú thỏ tặng cho Hopper một chiếc ván trượt. Trong khi đó Boo đang mâu thuẫn không biết nên làm gì: Nên ở lại ăn bánh hay nên ra ngoài chơi cùng bạn bè? |                     |                                 |                                 |                                                     |                      |
| 68 | 16                  | "Bunny Doll"                    | Andrew Ledenev                  | Andrew Ledenev, Sergey Gashnikov & Andrew Tolkachev | 15 tháng 5 năm 2017  |
| Iris và Shiny đang dành thời gian mặc quần áo cho con búp bê yêu quý của mình. Trong khi đó, các chú thỏ còn lại đang thử tên lửa và Hopper mang con búp bê của họ đi thử nghiệm. Khi Shiny đau lòng vì sự biến mất của con búp bê, Hopper bị nhầm với con búp bê của cô ấy và vô tình bị sỉ nhục vì hiểu lầm. |                     |                                 |                                 |                                                     |                      |
| 69 | 17                  | "Bunnies United"                | Andrew Ledenev                  | Andrew Ledenev, Sergey Gashnikov & Andrew Tolkachev | 24 tháng 6 năm 2017  |
| Khi nhóm thỏ sắc màu đang chơi trò bóng đá trên bàn, chúng đột nhiên thấy mình đang ở trên một sân bóng thực sự. |                     |                                 |                                 |                                                     |                      |
| 70 | 18                  | "Sunlight! Camera! Action!"     | Andrew Ledenev                  | Andrew Ledenev, Sergey Gashnikov & Andrew Tolkachev | 29 tháng 6 năm 2017  |
| Nhóm thỏ sắc màu quyết định quay một bộ phim dựa trên câu chuyện cổ tích Cô bé quàng khăn đỏ của Anh em nhà Grimm. Vấn đề là đạo diễn (Turbo) quá khắt khe và nóng nảy. |                     |                                 |                                 |                                                     |                      |
| 71 | 19                  | "We Are Off To The Beach!"      | Andrew Ledenev                  | Andrew Ledenev, Sergey Gashnikov & Andrew Tolkachev | 15 tháng 7 năm 2017  |
| Quả bóng của Hopper không vừa với bất kỳ chiếc vali nào và cậu buộc phải bỏ lại món đồ chơi yêu thích của mình. Tuy nhiên, hóa ra sự thay đổi này là vì lợi ích lớn hơn. |                     |                                 |                                 |                                                     |                      |
| 72 | 20                  | "Bon appetit"                   | Andrew Ledenev                  | Andrew Ledenev, Sergey Gashnikov & Andrew Tolkachev | 17 tháng 8 năm 2017  |
| Nhóm thỏ sắc màu đến một điểm tham quan theo chủ đề Pháp. Boo để ý thấy một chiếc bánh sừng bò trên đỉnh mô hình Tháp Eiffel và những chú thỏ còn lại tham gia vào nhiều thử thách khác nhau. |                     |                                 |                                 |                                                     |                      |
| 73 | 21                  | "Fishy, fishy, fishy, fish!"    | Andrew Ledenev                  | Andrew Ledenev, Sergey Gashnikov & Andrew Tolkachev | 31 tháng 8 năm 2017  |
| Nhóm thỏ sắc màu xuất hiện ở công viên nước. Turbo quyết định bắt vài con cá, Iris và Shiny tắm nắng, trong khi Hopper và Boo thổi bong bóng. Một quả bóng bay còn sót lại trông giống như một con cá ngày càng lớn hơn và khiến lũ thỏ khiếp sợ. |                     |                                 |                                 |                                                     |                      |
| 74 | 22                  | "The Unfortunate Magician"      | Andrew Ledenev                  | Andrew Ledenev, Sergey Gashnikov & Andrew Tolkachev | 1 tháng 9 năm 2017   |
| Những chú thỏ tìm thấy một cây đũa thần (một lần nữa lấy từ tập phim cùng tên) có thể khiến bất kỳ đồ vật nào trở nên sống động trong một cửa hàng lưu niệm. Hopper sử dụng nó để nhốt Turbo vào một chiếc hộp jack-in-the-box và biến Shiny và Iris thành những con bướm. Khi Iris và Shiny đâm vào cửa hàng một cách thô bạo, kết quả là một chiếc hàm đồ chơi sống dậy và bắt đầu đuổi theo những chú thỏ, những người còn lại cố gắng tìm cách trốn thoát và có khả năng kết bạn với kẻ bắt nạt nhựa.            |                     |                                 |                                 |                                                     |                      |
| 75 | 23                  | "Dance Bunnies Dance!"          | Andrew Ledenev                  | Andrew Ledenev, Sergey Gashnikov & Andrew Tolkachev | 25 tháng 9 năm 2017  |
| Những chú thỏ khám phá ra một trò chơi mô phỏng sàn nhảy ảo dường như gần như không thể hoàn thành. Họ thất bại một cách hài hước và đáng kể khi cố gắng hoàn thành nó cho đến khi họ quyết định làm việc cùng nhau và hoàn thành nó. |                     |                                 |                                 |                                                     |                      |
| 76 | 24                  | "The Grabber"                   | Andrew Ledenev                  | Andrew Ledenev, Sergey Gashnikov & Andrew Tolkachev | 18 tháng 10 năm 2017 |
| Những chú thỏ đang chơi với một chiếc đĩa bay thì nó bị ném qua khu vực bụi rậm mà chúng đang chơi. Khi Hopper được Turbo cử đi lấy nó, nó phát hiện ra một chiếc máy chơi điện tử và bị mắc kẹt trong đó. Turbo bắt đầu tận hưởng thời gian của mình cho đến khi Turbo từ bỏ việc cố gắng giúp đỡ Hopper, và nó nhận ra hoàn cảnh của mình nhàm chán đến mức nào và cố gắng thu hút sự chú ý của họ và từ đó tìm ra lối thoát.                                                                                      |                     |                                 |                                 |                                                     |                      |
| 77 | 25                  | "A Night Owl And A Lark"        | Andrew Ledenev                  | Andrew Ledenev, Sergey Gashnikov & Andrew Tolkachev | 27 tháng 10 năm 2017 |
| Hopper và Boo đến Sunny Park vào sáng sớm. Hopper luôn tràn đầy năng lượng và muốn chơi vui vẻ, trái ngược hoàn toàn với Boo, người chỉ muốn ngủ. Xung đột chính của tập phim xoay quanh việc Hopper cố gắng đánh thức bạn mình. |                     |                                 |                                 |                                                     |                      |
| 78 | 26                  | "Magic Pop"                     | Andrew Ledenev & Marina Karpova | Andrew Ledenev, Sergey Gashnikov & Andrew Tolkachev | 27 tháng 11 năm 2017 |
| Những chú thỏ khám phá ra một trò chơi điện tử trên màn hình tivi và chỉ có Boo là không thể theo kịp chúng và tốc độ nhanh của chúng. Vì sự vụng về của mình, những chú thỏ đã bị TV đè bẹp và kết quả là chúng thấy mình đang ở trong trò chơi. Bây giờ Boo phải thắng trò chơi phiêu lưu, mạo hiểm này để đưa những người bạn của mình trở lại thực tại. Lưu ý: Tập này là chương trình khuyến mãi cho trò chơi điện tử cùng tên. Đây cũng đánh dấu tập đầu tiên do Marina Karpova đồng đạo diễn.                 |                     |                                 |                                 |                                                     |                      |

### Phần 4 (2017-2018)
| TT. tổng thể | TT. trong loạt phim | Tiêu đề                            | Đạo diễn                        | Biên kịch                                           | Ngày phát hành gốc   |
| --- | ------------------- | ---------------------------------- | ------------------------------- | --------------------------------------------------- | -------------------- |
| 79 | 1                   | "Save the Princess"                | Andrew Ledenev & Marina Karpova | Andrew Ledenev, Sergey Gashnikov & Andrew Tolkachev | 25 tháng 12 năm 2017 |
| Do một tai nạn lố bịch, Shiny thấy mình ở trên đỉnh một tòa tháp cao, giống như một nàng công chúa thời trung cổ. Những chú thỏ còn lại thử nhiều cách khác nhau để tiếp cận Shiny, nhưng hầu hết đều thất bại. Cuối cùng, Shiny được giải cứu, nhưng Iris bị Boo phóng lên đỉnh tháp, và toàn bộ tình huống lại tự bắt đầu lại. |                     |                                    |                                 |                                                     |                      |
| 80 | 2                   | "Jingle Bell Bunnies"              | Andrew Ledenev & Marina Karpova | Andrew Ledenev, Sergey Gashnikov & Andrew Tolkachev | 25 tháng 12 năm 2017 |
| Shiny, Boo và Iris xuất hiện trên sân khấu chào năm mới, trong khi Turbo là người quản lý giọng nói. Những chú thỏ đang cống hiến hết mình và Turbo hài lòng với công việc của chúng, nhưng Hopper lại tỏ ra buồn chán và không hào hứng. Với sự trợ giúp của thiết bị cao độ giọng nói, chú thỏ liền mạch biến màn trình diễn của bộ ba thành một màn mới, dung túng mọi kiểu hỗn loạn, hoang mang cũng như tình trạng lộn xộn và bất hòa trong âm nhạc. |                     |                                    |                                 |                                                     |                      |
| 81 | 3                   | "Hopscotch Bunnies"                | Andrew Ledenev & Marina Karpova | Andrew Ledenev, Sergey Gashnikov & Andrew Tolkachev | 29 tháng 12 năm 2017 |
| Một ngày nọ, Iris và Shiny đang chơi nhảy lò cò thì Boo đến với mong muốn tìm hiểu luật chơi. Trong quá trình giáo dục đã được tính toán trước của mình, cuối cùng Boo đã thất bại trong nỗ lực học hỏi. |                     |                                    |                                 |                                                     |                      |
| 82 | 4                   | "Showtime!"                        | Andrew Ledenev & Marina Karpova | Andrew Ledenev, Sergey Gashnikov & Andrew Tolkachev | 31 tháng 12 năm 2017 |
| Nhóm thỏ sắc màu tụ tập quanh một chiếc tivi để xem buổi chiếu tập phim Magic wand (và có lẽ là đang xem lại những nỗ lực ban đầu của chính chúng). Thật không may, họ không thể quyết định ai sẽ ngồi vào ghế ngay trước màn hình và đánh nhau. Điều họ không nhận ra là cuộc tranh cãi của họ đang được theo dõi bởi những diễn giải về nhân vật ban đầu của họ từ chính tập phim. Lưu ý: Tập này là tập đầu tiên triển khai trình tự giới thiệu nhạc cụ mới, đặc biệt là khi các chú thỏ tự mình xem tập Magic wand. Phần giới thiệu này sau đó đã được sử dụng trong mọi tập sắp tới bắt đầu từ đầu Phần 5. |                     |                                    |                                 |                                                     |                      |
| 83 | 5                   | "St. Valentine's Treasure"         | Andrew Ledenev & Marina Karpova | Andrew Ledenev, Sergey Gashnikov & Andrew Tolkachev | 1 tháng 1 năm 2018   |
| Nhóm thỏ sắc màu khám phá ra một bản đồ kho báu, với một trái tim màu đỏ biểu thị điểm chôn giấu của kho báu. Háo hức khám phá nó và tuyên bố nó là của riêng mình, họ xé bản đồ thành từng mảnh và bắt đầu tìm kiếm nó từng mảnh với những mảnh ghép trên tay. |                     |                                    |                                 |                                                     |                      |
| 84 | 6                   | "Kite and Bunnies"                 | Andrew Ledenev & Marina Karpova | Andrew Ledenev, Sergey Gashnikov & Andrew Tolkachev | 16 tháng 1 năm 2018  |
| Hopper đang chạy đua quanh công viên trên chiếc ván trượt của mình và cản đường bạn bè (công việc như thường lệ đối với Hopper) thì nó phát hiện ra một con diều có hình dáng giống mình. Háo hức gây ra nhiều rắc rối hơn trước, họ hợp tác và tạo ra sự tàn phá ngày càng khủng khiếp đối với những người còn lại. |                     |                                    |                                 |                                                     |                      |
| 85 | 7                   | "UFO: Unidentified Feeding Object" | Andrew Ledenev & Marina Karpova | Andrew Ledenev, Sergey Gashnikov & Andrew Tolkachev | 4 tháng 4 năm 2018   |
| Một UFO tìm thấy chính nó trên Trái Đất và liên tục ăn trộm cà rốt của nhóm thỏ sắc màu. Muốn khám phá xem nó cần chúng để làm gì, những chú thỏ quyết tâm vạch trần sự phiền toái và khám phá bí mật của nó. |                     |                                    |                                 |                                                     |                      |
| 86 | 8                   | "Snowman"                          | Andrew Ledenev & Marina Karpova | Andrew Ledenev, Sergey Gashnikov & Andrew Tolkachev | 15 tháng 5 năm 2018  |
| Nhóm thỏ sắc màu tham gia vào một trận chiến ném tuyết trong mùa đông. Bằng cách nào đó, cuối cùng họ đã biến được một người tuyết trở nên có sự sống và luôn trở nên sợ hãi khi ở xung quanh nó. |                     |                                    |                                 |                                                     |                      |
| 87 | 9                   | "Bunny Express"                    | Andrew Ledenev & Marina Karpova | Andrew Ledenev, Sergey Gashnikov & Andrew Tolkachev | 28 tháng 5 năm 2018  |
| Nhóm thỏ sắc màu đang cố gắng quyết định xem ai trong số họ là người lái xe nhanh nhất và sẵn sàng giành giải thưởng liên quan đến cuộc thi nhất. Lưu ý: Ý tưởng của tập này sau đó đã được làm lại thành Choo Choo Boo, một tập khác của mùa này. |                     |                                    |                                 |                                                     |                      |
| 88 | 10                  | "How to fix the rainbow"           | Andrew Ledenev & Marina Karpova | Andrew Ledenev, Sergey Gashnikov & Andrew Tolkachev | 31 tháng 5 năm 2018  |
| Có lẽ là một trong những chuyến đi chơi kỳ lạ và kỳ quái nhất từ trước đến nay, Turbo và Boo đã cố gắng phá vỡ cầu vồng khi chơi bóng đá. Họ dành phần còn lại của tập phim để cố gắng sửa nó. |                     |                                    |                                 |                                                     |                      |
| 89 | 11                  | "Mr Know-It-All"                   | Andrew Ledenev & Marina Karpova | Andrew Ledenev, Sergey Gashnikov & Andrew Tolkachev | 15 tháng 6 năm 2018  |
| Nhóm thỏ sắc màu ngu dốt và kiêu ngạo tin rằng chúng biết cách giải câu đố mà không cần chạm vào bất kỳ cuốn sách nào, những thứ hướng dẫn cách hoàn thành câu đố ngay từ đầu. |                     |                                    |                                 |                                                     |                      |
| 90 | 12                  | "Wildlife Lesson"                  | Andrew Ledenev & Marina Karpova | Andrew Ledenev, Sergey Gashnikov & Andrew Tolkachev | 28 tháng 6 năm 2018  |
| Những chú thỏ có một bài học về động vật học. Trong khi đó, Hopper tin tưởng một cách sai lầm rằng cá có khả năng bay và sống trên bầu trời. |                     |                                    |                                 |                                                     |                      |
| 91 | 13                  | "Lazy Little Bunnies"              | Andrew Ledenev & Marina Karpova | Andrew Ledenev, Sergey Gashnikov & Andrew Tolkachev | 15 tháng 7 năm 2018  |
| Trong khi Iris và Shiny đang bận hái quả mọng, Big Boo, Hopper và Turbo cố gắng tránh làm bất kỳ công việc gì, họ quyết định giả vờ bị bệnh! Không chịu thua kém, Shiny và Iris nhanh chóng quyết định lừa họ làm việc. |                     |                                    |                                 |                                                     |                      |
| 92 | 14                  | "How To Split an Orange"           | Andrew Ledenev & Marina Karpova | Andrew Ledenev, Sergey Gashnikov & Andrew Tolkachev | 25 tháng 7 năm 2018  |
| Nhóm thỏ sắc màu tìm thấy một quả cam ngon ngọt. Nhưng có năm cái và chỉ có một quả cam. |                     |                                    |                                 |                                                     |                      |
| 93 | 15                  | "Twists And Turns"                 | Andrew Ledenev & Marina Karpova | Andrew Ledenev, Sergey Gashnikov & Andrew Tolkachev | 3 tháng 8 năm 2018   |
| Những chú thỏ đi xuống một đường trượt vô cùng thú vị và hoán đổi cho nhau. Vấn đề là, để lên đến đỉnh của đường trượt cũng mất nhiều thời gian như khi xuống tới đáy. |                     |                                    |                                 |                                                     |                      |
| 94 | 16                  | "How to Draw a Picture"            | Andrew Ledenev & Marina Karpova | Andrew Ledenev, Sergey Gashnikov & Andrew Tolkachev | 5 tháng 8 năm 2018   |
| Trong tập đầy cảm hứng "hướng dẫn" cuối cùng, các chú thỏ bắt đầu vẽ một số phong cảnh đẹp. Mỗi chú thỏ có màu sắc yêu thích của nó. Nhưng những bức tranh của họ trông rất đơn giản và đơn sắc. Để khắc phục vấn đề này, những người bạn cùng nhau vẽ một bức vẽ đầy màu sắc. |                     |                                    |                                 |                                                     |                      |
| 95 | 17                  | "Big "Bee" Boo"                    | Andrew Ledenev & Marina Karpova | Andrew Ledenev, Sergey Gashnikov & Andrew Tolkachev | 7 tháng 8 năm 2018   |
| Nhóm thỏ sắc màu muốn ăn một ít bánh quy với mật ong, ngoại trừ việc Boo đã ăn hết. Sau đó, nó bắt đầu đi lấy thêm cho bản thân và bạn bè của mình. Khi những con ong từ chối, Boo quyết định cải trang thành một con ong để lấy một ít. |                     |                                    |                                 |                                                     |                      |
| 96 | 18                  | "Choo Choo Boo"                    | Andrew Ledenev & Marina Karpova | Andrew Ledenev, Sergey Gashnikov & Andrew Tolkachev | 31 tháng 8 năm 2018  |
| Khi đang cưỡi băng chuyền trong công viên, Boo vô tình phát hiện ra một chiếc tàu hơi nước cũ và quyết định nhảy lên, nhưng mọi thứ nhanh chóng bắt đầu đổ vỡ, theo kiểu Sunny Bunnies điển hình. |                     |                                    |                                 |                                                     |                      |
| 97 | 19                  | "Sunny Bunnies Cafe"               | Andrew Ledenev & Marina Karpova | Andrew Ledenev, Sergey Gashnikov & Andrew Tolkachev | 1 tháng 9 năm 2018   |
| Có một quán cà phê mới trong công viên và Turbo quyết định thử làm bồi bàn, nhưng hóa ra khách hàng lại gây ra nhiều rắc rối hơn những gì họ đáng có. |                     |                                    |                                 |                                                     |                      |
| 98 | 20                  | "New Sports Boots"                 | Andrew Ledenev & Marina Karpova | Andrew Ledenev, Sergey Gashnikov & Andrew Tolkachev | 15 tháng 9 năm 2018  |
| Những chú thỏ đang chơi bóng bầu dục thì Turbo tìm thấy một đôi giày bóng bầu dục mới toanh và giờ nó phải đối mặt với một tình thế tiến thoái lưỡng nan: nên chạy quanh sân lầy lội với bạn bè hay giữ cho đôi giày mới của mình luôn đẹp và sạch sẽ. |                     |                                    |                                 |                                                     |                      |
| 99 | 21                  | "Keep Fit Bunnies"                 | Andrew Ledenev & Marina Karpova | Andrew Ledenev, Sergey Gashnikov & Andrew Tolkachev | 10 tháng 10 năm 2018 |
| Nhóm thỏ sắc màu đang tập thể dục buổi sáng. Tất cả ngoại trừ Boo thiếu chú ý, bắt giấc ngủ bất cứ khi nào có thể. Nhưng người bạn năng động Turbo của anh lại nhất quyết muốn anh tham gia. Boo sau đó nghĩ ra một kế hoạch để lừa bạn bè của mình và có một kỳ nghỉ yên bình. |                     |                                    |                                 |                                                     |                      |
| 100 | 22                  | "Cracking Fun"                     | Andrew Ledenev & Marina Karpova | Andrew Ledenev, Sergey Gashnikov & Andrew Tolkachev | 15 tháng 10 năm 2018 |
| Nhóm thỏ sắc màu tìm thấy một đĩa trái cây. Trong số đó có một quả dừa. Dừa ở đó đặc biệt khó khai thác, khiến cả nhóm phải suy nghĩ sáng tạo và nghĩ ra nhiều cách, ý tưởng và quan niệm khác nhau để đạt được mục tiêu. |                     |                                    |                                 |                                                     |                      |
| 101 | 23                  | "Spooky Bunnies"                   | Andrew Ledenev & Marina Karpova | Andrew Ledenev, Sergey Gashnikov & Andrew Tolkachev | 21 tháng 10 năm 2018 |
| Nhóm thỏ sắc màu đang chuẩn bị cho Halloween. Hopper mặc trang phục người dơi và đi dọa bạn bè. Nó cố gắng tỏ ra đáng sợ nhất có thể nhưng bạn bè của Hopper chỉ nghĩ rằng đó là trò đùa và gây cười. Tuy nhiên, Hopper không bỏ cuộc và cuối cùng tìm ra cách khiến bạn bè của mình sợ hãi bằng cách mặc trang phục Jack-o'-latern. |                     |                                    |                                 |                                                     |                      |
| 102 | 24                  | "Sunny Harvest"                    | Andrew Ledenev & Marina Karpova | Andrew Ledenev, Sergey Gashnikov & Andrew Tolkachev | 8 tháng 11 năm 2018  |
| Nhóm thỏ sắc màu tìm thấy một cây táo cao và quyết định thu hoạch táo và thu thập chúng. Thật không may, những quả táo ngon nhất lại ở trên ngọn cây và rất khó để tiếp cận chúng. Lưu ý: Tập này và Sunny Thanksgiving là một số tập duy nhất hiển thị một số loại cốt truyện hoặc tính liên tục, vì hầu hết các bộ đều có tính chất tương đối nhiều tập, với các điểm cốt truyện hoặc nhân vật xuất hiện trong một tập (ví dụ: The Unfortunate Magician), và không bao giờ được nhìn thấy hoặc nhắc đến nữa.                                                                                                  |                     |                                    |                                 |                                                     |                      |
| 103 | 25                  | "Sunny Thanksgiving"               | Andrew Ledenev & Marina Karpova | Andrew Ledenev, Sergey Gashnikov & Andrew Tolkachev | 25 tháng 12 năm 2018 |
| Sau khi thu hoạch trái cây và rau quả ở tập trước, cả nhóm hiện đang cố gắng tìm một chiếc bàn cho Lễ Tạ ơn để trưng bày chúng. Xung đột chính xảy ra với việc Boo cố gắng từ chối thức ăn và chọc tức bạn bè của mình trong quá trình này. |                     |                                    |                                 |                                                     |                      |
| 104 | 26                  | "Christmas Stockings"              | Andrew Ledenev & Marina Karpova | Andrew Ledenev, Sergey Gashnikov & Andrew Tolkachev | 31 tháng 12 năm 2018 |
| Mùa Giáng sinh lại một lần nữa về với nhóm thỏ sắc màu. Lần này vì quan niệm ngu ngốc của Hopper mà đôi tất Giáng sinh trở nên sống động và trốn khỏi cây. Trong khi vẫn còn thời gian, Hopper cố gắng tìm kiếm chúng và đưa chúng trở lại. Lưu ý: Đây là tập cuối cùng ra mắt vào những năm 2010. |                     |                                    |                                 |                                                     |                      |

### Phần 5 (2019-2020)
| TT. tổng thể | TT. trong loạt phim | Tiêu đề                       | Đạo diễn                        | Biên kịch                                           | Ngày phát hành gốc   |
| --- | ------------------- | ----------------------------- | ------------------------------- | --------------------------------------------------- | -------------------- |
| 105 | 1                   | "Freeze-styling"              | Andrew Ledenev & Marina Karpova | Andrew Ledenev, Sergey Gashnikov & Andrew Tolkachev | 17 tháng 7 năm 2019  |
| Mùa đông đã đến và các chú thỏ phải mặc áo ấm. Boo, Turbo và Hopper khá miễn cưỡng khi mặc quần áo, còn Shiny và Iris phải giải quyết hậu quả. Lưu ý: Đây là tập đầu tiên ra mắt vào những năm 2010. |                     |                               |                                 |                                                     |                      |
| 106 | 2                   | "Sunny Circus Stars"          | Andrew Ledenev & Marina Karpova | Andrew Ledenev, Sergey Gashnikov & Andrew Tolkachev | 25 tháng 7 năm 2019  |
| Nhóm thỏ sắc màu quyết định thử sức mình với vai trò diễn viên xiếc. Thật không may, trên đường đến buổi biểu diễn để giải trí cho đám đông, xe của họ bị hỏng. |                     |                               |                                 |                                                     |                      |
| 107 | 3                   | "One-Bunny Band"              | Andrew Ledenev & Marina Karpova | Andrew Ledenev, Sergey Gashnikov & Andrew Tolkachev | 11 tháng 8 năm 2019  |
| Những chú thỏ muốn chơi một số loại nhạc cụ nhưng Hopper lại muốn thử tất cả các loại nhạc cụ cùng một lúc. |                     |                               |                                 |                                                     |                      |
| 108 | 4                   | "The Best Cook"               | Andrew Ledenev & Marina Karpova | Andrew Ledenev, Sergey Gashnikov & Andrew Tolkachev | 13 tháng 8 năm 2019  |
| Tập này nhằm mục đích trả lời xem ai trong nhóm thỏ sắc màu nấu ăn giỏi nhất bằng cách tổ chức một cuộc thi nấu ăn giữa họ. Sẵn sàng, ổn định, nấu ăn! |                     |                               |                                 |                                                     |                      |
| 109 | 5                   | "Save the Watermelon"         | Andrew Ledenev & Marina Karpova | Andrew Ledenev, Sergey Gashnikov & Andrew Tolkachev | 14 tháng 8 năm 2019  |
| Những chú thỏ quyết định đi dã ngoại, nhưng Hopper đã ăn trộm và ăn gần hết thức ăn của chúng, ngoại trừ một quả dưa hấu. Liệu những chú thỏ có thể cứu được điểm thu hút chính kịp thời không? |                     |                               |                                 |                                                     |                      |
| 110 | 6                   | "Superbunny"                  | Andrew Ledenev & Marina Karpova | Andrew Ledenev, Sergey Gashnikov & Andrew Tolkachev | 15 tháng 8 năm 2019  |
| Một đám mây khổng lồ trên bầu trời đang bao phủ toàn bộ công viên trong bóng tối buồn tẻ của nó. Chỉ có Hopper, được mệnh danh là "Siêu thỏ", mới có thể giải quyết được những việc như thế này! |                     |                               |                                 |                                                     |                      |
| 111 | 7                   | "Bunny Fools Day"             | Andrew Ledenev & Marina Karpova | Andrew Ledenev, Sergey Gashnikov & Andrew Tolkachev | 17 tháng 8 năm 2019  |
| Ngày Cá tháng Tư là ngày hài hước nhất trong năm. Trong suốt ngày này hầu hết ai có thể chơi khăm người khác mà không bị trừng phạt. Nhưng hãy cẩn thận, một trong số những mục tiêu của bạn có thể có một trò đùa đặc biệt dành cho bạn. Những chú thỏ phải đặc biệt cảnh giác trong giai đoạn này.                                                       |                     |                               |                                 |                                                     |                      |
| 112 | 8                   | "Chocolate Bunnies"           | Andrew Ledenev & Marina Karpova | Andrew Ledenev, Sergey Gashnikov & Andrew Tolkachev | 29 tháng 8 năm 2019  |
| Hàng năm vào dịp lễ Phục sinh, cả nhóm đều đến công viên để mua những thanh sô cô la hình thỏ yêu thích giống mình. Thỏ lớn, thỏ nhỏ đều được gói trong một lớp giấy vàng óng ánh rất đẹp. Chúng hấp dẫn đến mức các chú thỏ muốn sưu tập hết chúng. |                     |                               |                                 |                                                     |                      |
| 113 | 9                   | "Hello S-Marty!"              | Andrew Ledenev & Marina Karpova | Andrew Ledenev, Sergey Gashnikov & Andrew Tolkachev | 29 tháng 8 năm 2019  |
| Có một cư dân mới ở Sunny Park: một người đa nhiệm tên là S-Marty. Trái ngược với những chú thỏ luôn bồn chồn và tràn đầy năng lượng, nó rất ngăn nắp và đúng giờ. Theo chính nó, mọi thứ phải có trật tự và đúng vị trí của nó. Liệu những chú thỏ có thể kết bạn với người máy này không?                                                                |                     |                               |                                 |                                                     |                      |
| 114 | 10                  | "Ready, Aim, Win!"            | Andrew Ledenev & Marina Karpova | Andrew Ledenev, Sergey Gashnikov & Andrew Tolkachev | 17 tháng 9 năm 2019  |
| Hopper và Boo đang hướng tới mục tiêu bắn trúng mục tiêu bằng bất cứ thứ gì họ có, bao gồm bóng, huyên náo và nhiều món đồ khác. |                     |                               |                                 |                                                     |                      |
| 115 | 11                  | "Sunny Stylists"              | Andrew Ledenev & Marina Karpova | Andrew Ledenev, Sergey Gashnikov & Andrew Tolkachev | 18 tháng 9 năm 2019  |
| Iris và Shiny rất nghiêm túc trong việc trở thành nhà tạo mẫu tóc nhưng họ liên tục bị Boo, Hopper và Turbo làm gián đoạn. Kết quả là một số mái tóc trông kỳ quái. |                     |                               |                                 |                                                     |                      |
| 116 | 12                  | "Busy Bunny Day"              | Andrew Ledenev & Marina Karpova | Andrew Ledenev, Sergey Gashnikov & Andrew Tolkachev | 19 tháng 9 năm 2019  |
| Những chú thỏ có một chiếc đồng hồ đặc biệt phát ra âm thanh lớn để báo hiệu khi đến giờ chơi, học, ăn và ngủ. Nhưng Hopper không muốn làm theo thói quen đó. |                     |                               |                                 |                                                     |                      |
| 117 | 13                  | "Selfie Mad!"                 | Andrew Ledenev & Marina Karpova | Andrew Ledenev, Sergey Gashnikov & Andrew Tolkachev | 20 tháng 9 năm 2019  |
| Shiny là một người rất thích chụp ảnh tự sướng. Ví dụ, nó nhìn thấy một bông hoa đẹp: tất nhiên Shiny muốn chụp ảnh tự sướng bên cạnh nó, sau đó là một bông hồng xinh đẹp và sau đó là một bông hoa cúc! Shiny không thể cưỡng lại sự hồi hộp được cho là! Nhưng điều Shiny không nhận ra là việc chụp tất cả những bức ảnh này có thể trở nên nguy hiểm. |                     |                               |                                 |                                                     |                      |
| 118 | 14                  | "Time to Relax"               | Andrew Ledenev & Marina Karpova | Andrew Ledenev, Sergey Gashnikov & Andrew Tolkachev | 20 tháng 9 năm 2019  |
| Iris và Shiny mang theo tất cả những gì họ cần để có thời gian thư giãn trong một lần, và tất cả những gì họ phải làm bây giờ là ngồi lại và thư giãn với một đồ uống ngon. Nhưng Hopper không hề suy nghĩ trước mà cứ chạy đi chạy lại để lấy cái này cái kia. Vì vậy, khi làm xong, Hopper không còn chút năng lượng nào để thư giãn.                    |                     |                               |                                 |                                                     |                      |
| 119 | 15                  | "Book of Dreams"              | Andrew Ledenev & Marina Karpova | Andrew Ledenev, Sergey Gashnikov & Andrew Tolkachev | 21 tháng 9 năm 2019  |
| Những chú thỏ khám phá ra một cuốn sách ma thuật. Nó có thể cung cấp cho họ bất cứ điều gì họ mong muốn. Cả nhóm mở cuốn sách và một quả bóng đá nhảy ra khỏi cuốn sách một cách thần kỳ. Lật một trang và sẽ có một chiếc ván trượt. Nhưng, tất nhiên, ai cũng đều muốn có cuốn sách và sắp xảy ra tranh cãi.                                             |                     |                               |                                 |                                                     |                      |
| 120 | 16                  | "Tree House"                  | Andrew Ledenev & Marina Karpova | Andrew Ledenev, Sergey Gashnikov & Andrew Tolkachev | 27 tháng 9 năm 2019  |
| Nhóm thỏ sắc màu phát hiện ra một ngôi nhà trên cây trong rừng và cố gắng vào bên trong nhưng kết quả ngày càng giảm. |                     |                               |                                 |                                                     |                      |
| 121 | 17                  | "Tidying up is Fun"           | Andrew Ledenev & Marina Karpova | Andrew Ledenev, Sergey Gashnikov & Andrew Tolkachev | 27 tháng 10 năm 2019 |
| Những chú thỏ thích chơi nhưng không thích dọn dẹp. Nhưng họ có người máy S-Marty làm bạn để dọn dẹp mọi thứ lộn xộn mà họ bày ra. S-Marty giải thích với lũ thỏ rằng việc dọn dẹp có thể thực sự thú vị. |                     |                               |                                 |                                                     |                      |
| 122 | 18                  | "Who's in the Cave?"          | Andrew Ledenev & Marina Karpova | Andrew Ledenev, Sergey Gashnikov & Andrew Tolkachev | 15 tháng 11 năm 2019 |
| Một tiếng vang bí ẩn phát ra từ hang động và những chú thỏ muốn tìm ra ai hoặc con vật gì sinh sống trong đó. |                     |                               |                                 |                                                     |                      |
| 123 | 19                  | "Turbo's Birthday"            | Andrew Ledenev & Marina Karpova | Andrew Ledenev, Sergey Gashnikov & Andrew Tolkachev | 14 tháng 12 năm 2019 |
| Những chú thỏ đang chuẩn bị tổ chức sinh nhật cho Turbo. Đồng cỏ được trang trí, chiếc bánh được đặt trên bàn, những món quà được giấu kín và mọi người đều mong chờ sự xuất hiện của Turbo. Tuy nhiên, buổi lễ không diễn ra như kế hoạch. |                     |                               |                                 |                                                     |                      |
| 124 | 20                  | "Peaсe and Quiet"             | Andrew Ledenev & Marina Karpova | Andrew Ledenev, Sergey Gashnikov & Andrew Tolkachev | 18 tháng 12 năm 2019 |
| Turbo đang cố gắng thiền định nhưng bạn bè của nó đang làm phiền và gây ồn ào. Vì vậy, Turbo trả đũa bằng cách sử dụng cây đũa thần. |                     |                               |                                 |                                                     |                      |
| 125 | 21                  | "Trick or Treat"              | Andrew Ledenev & Marina Karpova | Andrew Ledenev, Sergey Gashnikov & Andrew Tolkachev | 31 tháng 12 năm 2019 |
| Lễ hội Halloween sắp đến. Trong khi S-Marty đang bận rộn nướng bánh quy thì lũ thỏ lại mặc trang phục đáng sợ để hù dọa S-marty và ăn trộm bánh quy. |                     |                               |                                 |                                                     |                      |
| 126 | 22                  | "Hats off to Frisbee"         | Andrew Ledenev & Marina Karpova | Andrew Ledenev, Sergey Gashnikov & Andrew Tolkachev | 9 tháng 1 năm 2020   |
| Bên ngoài trời nắng đẹp và những chú thỏ đang bận rộn làm việc riêng của chúng. Irish và Shiny ghép một bức tranh xếp hình, Boo vẽ một bức tranh, Turbo chơi guitar và Hopper cố gắng ép bạn bè của mình chơi trò ném đĩa. |                     |                               |                                 |                                                     |                      |
| 127 | 23                  | "Monster Popcorn"             | Andrew Ledenev & Marina Karpova | Andrew Ledenev, Sergey Gashnikov & Andrew Tolkachev | 19 tháng 3 năm 2020  |
| Máy làm bỏng ngô đã hết ngô. Điều này có thể đủ để khiến bất cứ ai thất vọng nhưng những chú thỏ biết phải làm gì trong tình huống này: chúng tự trồng ngô khổng lồ. |                     |                               |                                 |                                                     |                      |
| 128 | 24                  | "Beware of the Dinosaur"      | Andrew Ledenev & Marina Karpova | Andrew Ledenev, Sergey Gashnikov & Andrew Tolkachev | 9 tháng 5 năm 2020   |
| Nhóm thỏ sắc màu đang ở Bảo tàng Lịch sử Tự nhiên. Ở đó có đầy những điều thú vị: voi ma mút, thợ săn thời tiền sử và thậm chí cả một con khủng long khổng lồ! Người trông coi bảo tàng, người máy S-Marty, yêu cầu du khách cư xử tử tế nhưng họ cảm thấy khó có thể ngừng chơi. Và tất nhiên là rơi vào hoàn cảnh nhục nhã.                              |                     |                               |                                 |                                                     |                      |
| 129 | 25                  | "Sunny Bunnies Coloring Book" | Andrew Ledenev & Marina Karpova | Andrew Ledenev, Sergey Gashnikov & Andrew Tolkachev | 15 tháng 8 năm 2020  |
| Nhóm thỏ sắc màu thích tô màu trong sách tô màu. Lúc đó họ sẽ thực hiện bằng cách dùng bút chì thần kỳ để những bức tranh trở nên sống động. |                     |                               |                                 |                                                     |                      |
| 130 | 26                  | "Fruity Fun"                  | Andrew Ledenev & Marina Karpova | Andrew Ledenev, Sergey Gashnikov & Andrew Tolkachev | 24 tháng 9 năm 2020  |
| Màu sắc của các chú thỏ lần lượt là cam, xanh lá cây, xanh dương, hồng và tím bị mất đi vì những trò đùa của chúng trở nên tồi tệ. |                     |                               |                                 |                                                     |                      |

### Phần 6 (2020-2022)
| TT. tổng thể | TT. trong loạt phim | Tiêu đề                         | Đạo diễn                        | Biên kịch                                           | Ngày phát hành gốc   |
| --- | ------------------- | ------------------------------- | ------------------------------- | --------------------------------------------------- | -------------------- |
| 131 | 1                   | "Fun Ski Jumping"               | Andrew Ledenev & Marina Karpova | Andrew Ledenev, Sergey Gashnikov & Andrew Tolkachev | 13 tháng 8 năm 2020  |
| Nhóm thỏ sắc màu đã khám phá ra một sở thích mới: trượt tuyết nhảy. Cả nhóm đang có rất nhiều niềm vui, trái ngược hoàn toàn với người máy S-Marty của họ, người khá miễn cưỡng tham gia môn thể thao này. Cuối cùng, nó đã học được cách chinh phục nỗi sợ hãi của mình sau khi giúp những chú thỏ thoát ra khỏi một đống tuyết khá lớn. |                     |                                 |                                 |                                                     |                      |
| 132 | 2                   | "Little Detectives"             | Andrew Ledenev & Marina Karpova | Andrew Ledenev, Sergey Gashnikov & Andrew Tolkachev | 21 tháng 8 năm 2020  |
| Iris đã đánh mất chiếc nơ hồng yêu quý của mình. Để giải đáp bí ẩn về việc Iris có lẽ đã để nhầm nó ở đâu, Turbo trở thành một thám tử giống như Sherlock Holmes. |                     |                                 |                                 |                                                     |                      |
| 133 | 3                   | "Valentine Party"               | Andrew Ledenev & Marina Karpova | Andrew Ledenev, Sergey Gashnikov & Andrew Tolkachev | 29 tháng 8 năm 2020  |
| Như thường lệ vào khoảng thời gian này trong năm, các chú thỏ đang chuẩn bị tại Sunny Park cho Ngày lễ tình nhân. Họ treo và dán những trái tim bằng giấy khắp nơi. Nhưng S-Marty, người máy trông coi công viên và giữ nó ngăn nắp, không hiểu mục đích của những đồ trang trí này: theo logic của nó, mảnh giấy nào cũng đáng vứt đi. Sau này S-Marty hiểu khái niệm về việc có những đồ trang trí này.                                                                                           |                     |                                 |                                 |                                                     |                      |
| 134 | 4                   | "Little ones are not allowed"   | Andrew Ledenev & Marina Karpova | Andrew Ledenev, Sergey Gashnikov & Andrew Tolkachev | 14 tháng 9 năm 2020  |
| Hóa ra có một chuyến đi trong công viên ẩn ở một góc xa. Thật không may, Hopper là nhỏ nhất trong số các chú thỏ, không được S-marty cho phép tham gia. Nhưng Hopper không bỏ cuộc và cuối cùng nó cũng tìm được cách an toàn để tiếp tục chuyến đi. |                     |                                 |                                 |                                                     |                      |
| 135 | 5                   | "Brand New Game"                | Andrew Ledenev & Marina Karpova | Andrew Ledenev, Sergey Gashnikov & Andrew Tolkachev | 29 tháng 9 năm 2020  |
| Iris và Shiny quyết tâm bắt được một con bướm không muốn bị họ chụp ảnh. Tất nhiên, tình trạng hỗn loạn xảy ra sau đó. |                     |                                 |                                 |                                                     |                      |
| 136 | 6                   | "Twinkle, Twinkle, Little Star" | Andrew Ledenev & Marina Karpova | Andrew Ledenev, Sergey Gashnikov & Andrew Tolkachev | 31 tháng 10 năm 2020 |
| Boo tìm thấy một ngôi sao băng và ước một điều ước. Tất nhiên, Boo mong muốn có một chiếc bánh rán để ăn. Nhưng những chú thỏ khác biết rằng điều đúng đắn cần làm là đưa ngôi sao trở lại bầu trời: rồi một ngày nào đó những người khác sẽ có thể thực hiện được điều ước của mình. |                     |                                 |                                 |                                                     |                      |
| 137 | 7                   | "The Most Nimble"               | Andrew Ledenev & Marina Karpova | Andrew Ledenev, Sergey Gashnikov & Andrew Tolkachev | 25 tháng 12 năm 2020 |
| Để tìm ra ai nhanh nhẹn nhất trong nhóm thỏ sắc màu, họ cạnh tranh với nhau để vượt qua một chướng ngại vật cực kỳ khó khăn. Trong khi đó, S-Marty đang hồi hộp xem kết quả, đồng thời luôn sẵn sàng đến giải cứu nếu cả nhóm cần sự giúp đỡ. |                     |                                 |                                 |                                                     |                      |
| 138 | 8                   | "Boo's Super Scooter"           | Andrew Ledenev & Marina Karpova | Andrew Ledenev, Sergey Gashnikov & Andrew Tolkachev | 4 tháng 3 năm 2021   |
| Nhóm thỏ sắc màu thích thú với môn trượt patin và trượt ván. Và Boo đã xuất hiện trên một chiếc ván trượt mới mà Boo có lẽ đã tìm thấy ở một khu chợ đồ cũ. Tất cả đều muốn trượt nó, nhưng vấn đề là có năm chiếc và chỉ có một chiếc ván trượt. Họ sẽ làm gì để giải quyết tình trạng khó khăn này? |                     |                                 |                                 |                                                     |                      |
| 139 | 9                   | "Little Builders"               | Andrew Ledenev & Marina Karpova | Andrew Ledenev, Sergey Gashnikov & Andrew Tolkachev | 19 tháng 4 năm 2021  |
| Nhóm thỏ sắc màu quyết định thử sức mình trở thành công nhân xây dựng (thật trớ trêu khi xem họ đã phá hủy bao nhiêu trong những năm qua) và cố gắng xây dựng một ngôi nhà mà chúng có thể gọi là nhà. Tuy nhiên, quá trình này không hề cơ bản và tầm thường như họ nghĩ, và hầu hết các nỗ lực của họ đều thất bại thảm hại. |                     |                                 |                                 |                                                     |                      |
| 140 | 10                  | "Modern Art"                    | Andrew Ledenev & Marina Karpova | Andrew Ledenev, Sergey Gashnikov & Andrew Tolkachev | 4 tháng 5 năm 2021   |
| Bảo tàng đang được đại tu và S-Marty được giao trách nhiệm giám các tài sản và cả các bức tranh. Nhưng nhóm thỏ sắc màu vui vẻ và thiếu hiểu biết, chúng đã quyết định đến thăm cơ sở đặc biệt này, lại không hề im lặng hay cư xử tốt chút nào. Do cuộc tàn sát sắp xảy ra do họ mà đã vô tình làm hỏng một trong những bức tranh treo trên tường và cố gắng che giấu bằng chứng khỏi S-Marty lúc đó không hề hay biết.                                                                            |                     |                                 |                                 |                                                     |                      |
| 141 | 11                  | "The Tale of the Carrot"        | Andrew Ledenev & Marina Karpova | Andrew Ledenev, Sergey Gashnikov & Andrew Tolkachev | 9 tháng 5 năm 2021   |
| Nhóm thỏ sắc màu đã trồng được nhiều cây trồng lớn trong trang trại từ tập You Harvest What You Sow. Đã đến lúc tìm ra ai có loại rau củ lớn nhất. Hopper chỉ trồng một củ cà rốt nhỏ nhưng nó vẫn cố gắng giành chiến thắng trong cuộc thi bằng cách gian lận. |                     |                                 |                                 |                                                     |                      |
| 142 | 12                  | "Boo the Genie"                 | Andrew Ledenev & Marina Karpova | Andrew Ledenev, Sergey Gashnikov & Andrew Tolkachev | 12 tháng 5 năm 2021  |
| Hopper và Turbo phát hiện ra một chiếc đèn cũ và vô tình chà xát nó. Khi những đám khói tan đi, những người bạn đồng hành lông xù phát hiện ra thần đèn không ai khác chính là... Big Boo. Phần còn lại của tập phim theo chân họ khi họ thực hiện mong muốn của mình và cách Boo làm họ bối rối. |                     |                                 |                                 |                                                     |                      |
| 143 | 13                  | "Sunny Bunnies Tractor Band"    | Andrew Ledenev & Marina Karpova | Andrew Ledenev, Sergey Gashnikov & Andrew Tolkachev | 18 tháng 6 năm 2021  |
| Nhóm thỏ sắc màu quyết định tổ chức một buổi hòa nhạc khác, lần này là một ban nhạc máy cày, như tập phim đã chỉ ra. |                     |                                 |                                 |                                                     |                      |
| 144 | 14                  | "Music for All"                 | Andrew Ledenev & Marina Karpova | Andrew Ledenev, Sergey Gashnikov & Andrew Tolkachev | 24 tháng 6 năm 2021  |
| Nhóm thỏ sắc màu thích chơi thể thao và chơi nhạc. Iris và Shiny thích giai điệu êm dịu khi tập yoga, Boo thích tập thể dục theo nhịp điệu nhảy nhanh, còn Hopper và Turbo muốn chơi cầu lông trong khi nghe nhạc đồng quê. Cuối cùng, họ tranh cãi xem loại nhạc nào là hay nhất trước khi giải quyết tranh cãi bằng cách chơi bài hát yêu thích của họ. |                     |                                 |                                 |                                                     |                      |
| 145 | 15                  | "Iris's Birthday"               | Andrew Ledenev & Marina Karpova | Andrew Ledenev, Sergey Gashnikov & Andrew Tolkachev | 15 tháng 7 năm 2021  |
| Hôm nay là sinh nhật của Iris và cô đang đợi bạn bè đến. Iris sẽ chia sẻ chiếc bánh với họ nếu không phải vì chiếc bánh đang chạy trốn khỏi họ, buộc họ phải cố gắng nắm bắt niềm vui nhanh chóng và tìm hiểu chuyện gì đang xảy ra. |                     |                                 |                                 |                                                     |                      |
| 146 | 16                  | "Puzzling Time"                 | Andrew Ledenev & Marina Karpova | Andrew Ledenev, Sergey Gashnikov & Andrew Tolkachev | 24 tháng 7 năm 2021  |
| Iris và Shiny là bậc thầy trong trò ghép hình các bức tranh một cách nhanh chóng. Họ có thể ghép bất kỳ bức tranh nào, ngay cả những bức tranh khó với nhiều mảnh ghép. Chỉ có một vấn đề: mảnh cuối cùng bị thiếu. Nhưng hai chú thỏ thông minh này có một giải pháp. |                     |                                 |                                 |                                                     |                      |
| 147 | 17                  | "Magnificent Magnet"            | Andrew Ledenev & Marina Karpova | Andrew Ledenev, Sergey Gashnikov & Andrew Tolkachev | 5 tháng 8 năm 2021   |
| Sức mạnh của sự hấp dẫn là một sức mạnh không thể cưỡng lại được. Gần như không thể cưỡng lại được như mong muốn lấy kẹo ra khỏi máy của những chú thỏ. |                     |                                 |                                 |                                                     |                      |
| 148 | 18                  | "Cool Superpower"               | Andrew Ledenev & Marina Karpova | Andrew Ledenev, Sergey Gashnikov & Andrew Tolkachev | 18 tháng 8 năm 2021  |
| Shiny vô tình có được siêu năng lực có khả năng đặc biệt là đóng băng mọi thứ xung quanh. Với siêu năng lực này, Iris có thể làm đá trái cây từ nước trái cây, kem từ sữa và sân trượt băng từ hồ bơi. |                     |                                 |                                 |                                                     |                      |
| 149 | 19                  | "Magical Flute"                 | Andrew Ledenev & Marina Karpova | Andrew Ledenev, Sergey Gashnikov & Andrew Tolkachev | 29 tháng 8 năm 2021  |
| Hopper phát hiện ra một cây sáo thần kỳ có thể khiến người khác phải tuân theo ý muốn của mình, đặc biệt là bạn bè của nó. Hopper sử dụng thiết bị này để hành hạ những người khác bằng cách buộc họ phải nhảy theo ý muốn của mình nhờ vào sức mạnh của cây sáo. |                     |                                 |                                 |                                                     |                      |
| 150 | 20                  | "The Halloween Fairy"           | Andrew Ledenev & Marina Karpova | Andrew Ledenev, Sergey Gashnikov & Andrew Tolkachev | 25 tháng 9 năm 2021  |
| Những chú thỏ sắp đi dự tiệc Halloween, nhưng sự vụng về của Boo đã làm đổ hết giỏ trái cây. Boo không thể cứ để lại đống bừa bộn do mình gây ra, nó nên dọn dẹp trước khi đến bữa tiệc, nhưng khi đó Boo có thể bỏ lỡ mọi cuộc vui. Vì vậy, Boo đã kêu gọi bà tiên đỡ đầu phép thuật của mình đến giúp đỡ. Lưu ý: Tập này là bản làm lại và nhại lại câu chuyện cổ tích Cô bé Lọ Lem của Anh em nhà Grimm, ngoại trừ với giọng điệu hài hước hơn.                                                  |                     |                                 |                                 |                                                     |                      |
| 151 | 21                  | "Gummy Boo"                     | Andrew Ledenev & Marina Karpova | Andrew Ledenev, Sergey Gashnikov & Andrew Tolkachev | 16 tháng 10 năm 2021 |
| Boo phát hiện ra rằng mình là người duy nhất trong nhóm thỏ sắc màu có khả năng độc nhất để di chuyển quanh Sunny Park với sự trợ giúp của kẹo cao su. |                     |                                 |                                 |                                                     |                      |
| 152 | 22                  | "Magic Lab"                     | Andrew Ledenev & Marina Karpova | Andrew Ledenev, Sergey Gashnikov & Andrew Tolkachev | 17 tháng 10 năm 2021 |
| Iris là một nhà phát minh không mệt mỏi về phép thuật. Trong phòng thí nghiệm phép thuật của mình, Iris liên tục và nhất quán tạo ra các loại bột và thuốc mới. Vấn đề là, Hopper và Boo không có chung kỹ năng và luôn tìm cách gây rắc rối, đỉnh điểm là một mớ hỗn độn. |                     |                                 |                                 |                                                     |                      |
| 153 | 23                  | "Cosmic Christmas Tree"         | Andrew Ledenev & Marina Karpova | Andrew Ledenev, Sergey Gashnikov & Andrew Tolkachev | 30 tháng 10 năm 2021 |
| Tập gần đây nhất của Những chú thỏ sặc sỡ có chủ đề về ngày lễ ghi lại sự thật rằng nhóm đã trang trí nhiều cây Giáng sinh khác nhau và tổ chức lễ Giáng sinh theo nhiều kiểu thời trang khác nhau trong suốt 152 tập, 6 mùa và 6 trước đó. Nhưng năm nay, một điều gì đó vô cùng ngoạn mục và hoàn hảo đang chờ đợi họ: một cây Giáng sinh đa mặt đất, có nhiều màu sắc khác nhau với nhiều đặc điểm trước đây chưa từng thấy trong bất kỳ tập phim có chủ đề ngày lễ nào khác của bộ phim.        |                     |                                 |                                 |                                                     |                      |
| 154 | 24                  | "Mummy Bunny"                   | Andrew Ledenev & Marina Karpova | Andrew Ledenev, Sergey Gashnikov & Andrew Tolkachev | 13 tháng 11 năm 2021 |
| Có một chiếc quách có tuổi đời hàng thế kỷ trong một viện bảo tàng cổ. Thi thể của một xác ướp già nằm trong chiếc quan tài cũ bụi bặm. Bất cứ ai mặc trang phục của xác ướp đều có khả năng đi xuyên tường. Hopper, vì những lý do hiển nhiên, đã nắm bắt cơ hội vàng này bằng cách đánh cắp bộ trang phục của xác ướp được đặt để bảo quản nó xuyên suốt thời gian, và khủng bố những người bạn mặc nó của mình. Sau đó Hopper phát hiện ra rằng bộ trang phục đã giúp nó vượt qua các bức tường. |                     |                                 |                                 |                                                     |                      |
| 155 | 25                  | "Dizzy Little Bunny"            | Andrew Ledenev & Marina Karpova | Andrew Ledenev, Sergey Gashnikov & Andrew Tolkachev | 31 tháng 1 năm 2022  |
| Hopper bác bỏ sự thật rằng anh ta có thể bị chóng mặt khi đi vòng quay ngựa gỗ quá lâu và cuối cùng phải trả giá cho sự thiếu hiểu biết của mình. |                     |                                 |                                 |                                                     |                      |
| 156 | 26                  | "Sunny Bunnies Magic Mask"      | Andrew Ledenev & Marina Karpova | Andrew Ledenev, Sergey Gashnikov & Andrew Tolkachev | 14 tháng 2 năm 2022  |
| Những điều thú vị và hấp dẫn nhất có thể được tìm thấy trong một chiếc rương cổ. Đồ chơi cổ điển, một chiếc mũ, một cái lục lạc, v.v. Và đây là một điều bất ngờ đặc biệt: một chiếc mặt nạ ma thuật. Hóa ra chiếc mặt nạ này có thể biến đổi trực quan bất cứ thứ gì và bất kỳ ai thành một trong những nhân vật của bộ phim, cụ thể là S-Marty. |                     |                                 |                                 |                                                     |                      |

### Phần 7 (2022–23)
Do Nga xâm lược Ukraina, kể từ phần này, hãng sản xuất loạt phim đã được chuyển từ Belarus sang Ba Lan.
| TT. tổng thể | TT. trong loạt phim | Tiêu đề                        | Đạo diễn                        | Biên kịch                                                             | Ngày phát hành gốc   |
| --- | ------------------- | ------------------------------ | ------------------------------- | --------------------------------------------------------------------- | -------------------- |
| 157 | 1                   | "Mini Sunny Bunnies"           | Andrew Ledenev & Marina Karpova | Andrew Ledenev, Sergey Gashnikov & Andrew Tolkachev                   | 13 tháng 11 năm 2021 |
| Big Boo và Turbo đang xây dựng một lâu đài làm từ những khối nhỏ, nhưng Hopper đã tìm thấy một cây đũa thần và vô tình thu nhỏ bạn bè và chính mình. |                     |                                |                                 |                                                                       |                      |
| 158 | 2                   | "Fruity Rainbow"               | Andrew Ledenev & Marina Karpova | Andrew Ledenev, Sergey Gashnikov & Andrew Tolkachev                   | 25 tháng 11 năm 2021 |
| S-Marty có rất nhiều trái cây tươi ngon. Nhóm thỏ sắc màu vui vẻ phân loại chúng theo màu sắc và gửi chúng đến một nhà máy phép thuật chuyên sản xuất cocktail trái cây đầy màu sắc. |                     |                                |                                 |                                                                       |                      |
| 159 | 3                   | "Bingo!"                       | Andrew Ledenev & Marina Karpova | Andrew Ledenev, Sergey Gashnikov & Andrew Tolkachev                   | 31 tháng 1 năm 2022  |
| Nhóm thỏ sắc màu sẽ chơi một trò chơi tên là Lô tô. S-Marty đã chuẩn bị một số giải thưởng lớn và đổ những quả bóng màu vào trống. Nhưng điều kỳ lạ đã xảy ra là Hopper đã thay thế tất cả các quả bóng bằng những quả bóng xanh lục của mình, vì vậy mà Hopper đã giành được tất cả các giải thưởng. |                     |                                |                                 |                                                                       |                      |
| 160 | 4                   | "What a Colorful World!"       | Andrew Ledenev & Marina Karpova | Andrew Ledenev, Sergey Gashnikov & Andrew Tolkachev                   | 14 tháng 2 năm 2022  |
| Turbo và Iris tìm thấy một hộp bút chì thần kỳ. Thật là thú vị khi họ tô màu mọi thứ xung quanh - nhưng ai tô màu nhiều đồ vật nhất? Giờ đây, toàn bộ công viên chỉ được sơn hai màu: cam và tím. |                     |                                |                                 |                                                                       |                      |
| 161 | 5                   | "Jenga"                        | Andrew Ledenev & Marina Karpova | Andrew Ledenev, Sergey Gashnikov & Andrew Tolkachev                   | 28 tháng 3 năm 2022  |
| Mỗi khi nhóm thỏ sắc màu khám phá một số điểm tham quan mới trong công viên. Và bây giờ họ tiết lộ những giải thưởng hấp dẫn. Nhưng những món quà này nằm trên những tòa tháp cao được làm bằng hình khối.                                                                                            |                     |                                |                                 |                                                                       |                      |
| 162 | 6                   | "Fly Me to the Moon"           | Andrew Ledenev & Marina Karpova | Andrew Ledenev, Sergey Gashnikov & Andrew Tolkachev                   | 25 tháng 4 năm 2022  |
| Nhóm thỏ sắc màu đang ở công viên vũ trụ cưỡi băng chuyền không gian. Chúng diễn ra nhanh đến mức Hopper bị ném lên Mặt Trăng! |                     |                                |                                 |                                                                       |                      |
| 163 | 7                   | "Hopper's Drone"               | Andrew Ledenev & Marina Karpova | Andrew Ledenev, Sergey Gashnikov, Andrew Tolkachev & Daria Berdnikova | 15 tháng 5 năm 2022  |
| S-Marty luôn cố gắng mang lại trật tự cho công viên. Nhưng hôm nay, Hopper bồn chồn đang lái chiếc máy bay không người lái điều khiển từ xa của mình và nó thổi bay tất cả những chiếc lá khắp nơi.                                                                                                   |                     |                                |                                 |                                                                       |                      |
| 164 | 8                   | "Green Ball Only"              | Andrew Ledenev & Marina Karpova | Andrew Ledenev, Sergey Gashnikov, Andrew Tolkachev & Daria Berdnikova | 30 tháng 5 năm 2022  |
| Hopper, chú thỏ xanh lục rất thích chơi đùa, đặc biệt là với những quả bóng màu xanh lục, đó là màu duy nhất mà Hopper thích chơi cùng. Nhưng điều gì sẽ xảy ra nếu không có quả bóng xanh lục nào ở đâu cả? Họ phải được tìm thấy bằng mọi giá!                                                      |                     |                                |                                 |                                                                       |                      |
| 165 | 9                   | "Power of Electricity"         | Andrew Ledenev & Marina Karpova | Andrew Ledenev, Sergey Gashnikov, Andrew Tolkachev & Daria Berdnikova | 2 tháng 6 năm 2022   |
| Nhóm thỏ sắc màu thích trồng rau và chúng rất giỏi việc đó - chúng đã có một vụ thu hoạch ấn tượng. Nhưng những vụ mùa lớn cần một chiếc máy cày to và mạnh mẽ, đặc biệt là để mang một quả bí ngô khổng lồ đến buổi trình diễn. May mắn thay, người máy S-Marty đã đến giải cứu.                     |                     |                                |                                 |                                                                       |                      |
| 166 | 10                  | "Keep Clean and Enjoy"         | Andrew Ledenev & Marina Karpova | Andrew Ledenev, Sergey Gashnikov, Andrew Tolkachev & Daria Berdnikova | 18 tháng 8 năm 2022  |
| Nhóm thỏ sắc màu đều thích ăn chuối nhưng phải nhớ vứt vỏ chuối vào thùng rác nhé. |                     |                                |                                 |                                                                       |                      |
| 167 | 11                  | "Vacuum Cleaner Detective"     | Andrew Ledenev & Marina Karpova | Andrew Ledenev, Sergey Gashnikov, Andrew Tolkachev & Daria Berdnikova | 29 tháng 8 năm 2022  |
| Nhóm thỏ sắc màu đang tổ chức một bữa tiệc. Và Big Boo, thay vì giúp đỡ bạn bè, nó lại chạy vào rừng với hộp sôcôla và bị lạc. Bây giờ Big Boo cần phải đến gặp những người bạn đang đợi ở bàn lễ hội.                                                                                                |                     |                                |                                 |                                                                       |                      |
| 168 | 12                  | "How to Print a Bike"          | Andrew Ledenev & Marina Karpova | Andrew Ledenev, Sergey Gashnikov, Andrew Tolkachev & Daria Berdnikova | 25 tháng 12 năm 2022 |
| Hopper đã phát hiện ra một cỗ máy thần kỳ có thể in bất kỳ món đồ chơi nào. Bằng cách chỉ cần vẽ nó lên màn hình. |                     |                                |                                 |                                                                       |                      |
| 169 | 13                  | "Sunny Unicorns"               | Andrew Ledenev & Marina Karpova | Andrew Ledenev, Sergey Gashnikov, Andrew Tolkachev & Daria Berdnikova | 9 tháng 2 năm 2023   |
| Nhóm thỏ sắc màu muốn trở thành kỳ lân phương Tây. Và là những sinh vật huyền bí, chúng tự mọc sừng với sự trợ giúp của phép thuật. |                     |                                |                                 |                                                                       |                      |
| 170 | 14                  | "I Don't Want to Be a Donkey!" | Andrew Ledenev & Marina Karpova | Andrew Ledenev, Sergey Gashnikov, Andrew Tolkachev & Daria Berdnikova | 7 tháng 3 năm 2023   |
| Hopper rất ghét lừa. |                     |                                |                                 |                                                                       |                      |
| 171 | 15                  | "Magic Dandelions"             | Andrew Ledenev & Marina Karpova | Andrew Ledenev, Sergey Gashnikov, Andrew Tolkachev & Daria Berdnikova | TBA                  |
| 172 | 16                  | "Super Boo Game"               | Andrew Ledenev & Marina Karpova | Andrew Ledenev, Sergey Gashnikov, Andrew Tolkachev & Daria Berdnikova | TBA                  |
| 173 | 17                  | "Being a Parrot"               | Andrew Ledenev & Marina Karpova | Andrew Ledenev, Sergey Gashnikov, Andrew Tolkachev & Daria Berdnikova | TBA                  |
| 174 | 18                  | "Jumping Tent"                 | Andrew Ledenev & Marina Karpova | Andrew Ledenev, Sergey Gashnikov, Andrew Tolkachev & Daria Berdnikova | TBA                  |
| 175 | 19                  | "Spoon-Out"                    | Andrew Ledenev & Marina Karpova | Andrew Ledenev, Sergey Gashnikov, Andrew Tolkachev & Daria Berdnikova | TBA                  |
| 176 | 20                  | "Live Pencil Sharpener"        | Andrew Ledenev & Marina Karpova | Andrew Ledenev, Sergey Gashnikov, Andrew Tolkachev & Daria Berdnikova | TBA                  |
| 177 | 21                  | "The Proper Propeller"         | Andrew Ledenev & Marina Karpova | Andrew Ledenev, Sergey Gashnikov, Andrew Tolkachev & Daria Berdnikova | TBA                  |
| 178 | 22                  | "Long Eared Basketball Star"   | Andrew Ledenev & Marina Karpova | Andrew Ledenev, Sergey Gashnikov, Andrew Tolkachev & Daria Berdnikova | TBA                  |
| 179 | 23                  | "Annoying Drummer"             | Andrew Ledenev & Marina Karpova | Andrew Ledenev, Sergey Gashnikov, Andrew Tolkachev & Daria Berdnikova | TBA                  |
| 180 | 24                  | "Magic Bubbles"                | Andrew Ledenev & Marina Karpova | Andrew Ledenev, Sergey Gashnikov, Andrew Tolkachev & Daria Berdnikova | TBA                  |
| 181 | 25                  | "Unbridled Bicycle"            | Andrew Ledenev & Marina Karpova | Andrew Ledenev, Sergey Gashnikov, Andrew Tolkachev & Daria Berdnikova | TBA                  |
| 182 | 26                  | "Chocolate or Strawberry"      | Andrew Ledenev & Marina Karpova | Andrew Ledenev, Sergey Gashnikov, Andrew Tolkachev & Daria Berdnikova | TBA                  |

## Trò chơi điện tử

### Sunny Bunnies: Magic Pop
Vào tháng 10 năm 2018, đã có thông báo rằng một trò chơi điện tử Sunny Bunnies chính thức đang được phát triển bởi 9th Impact. Vào ngày 16 tháng 11 năm 2018, "Sunny Bunnies: Magic Pop!" đã được ra mắt trên iOS App Store và Google Play Store. Trò chơi là một câu đố trong đó người chơi chạm vào ba hoặc nhiều màu liền kề cùng màu để làm cho chúng "bật" một cách kỳ diệu và được tính vào việc đạt được mục tiêu cấp độ. Một tập của loạt phim Sunny Bunnies đã được phát hành cùng ngày để quảng bá cho trò chơi. Trong tập phim, những chú thỏ khám phá một trò chơi kỹ thuật số trên máy tính và bắt đầu chơi. Một trong số chúng - Boo, đã vô tình làm đổ màn hình, đè bẹp những chú thỏ khác và bằng cách nào đó đưa chúng vào trong trò chơi. Sau khi nhấc máy tính lên, anh khám phá ra cách chơi trò chơi và hoàn thành mục tiêu "đưa" bạn bè của mình ra khỏi trò chơi và trở lại thực tế, từ đó khôi phục mọi thứ trở lại bình thường.

### Sunny Bunnies: Coloring Book
Vào đầu năm 2021, một trò chơi khác mang tên "Sunny Bunnies: Coloring Book" đã được ra mắt trên Google Play Store và vào ngày 17 tháng 11 năm 2022, một phiên bản cập nhật đã được phát hành. Ứng dụng này được cho là cam kết tạo ra một môi trường giáo dục và an toàn cho trẻ em: bé gái và bé trai từ 2 đến 6 tuổi. Các hình ảnh đầy màu sắc trong trò chơi được thiết kế để nâng cao khả năng nhận dạng mẫu và phát triển kỹ năng giải quyết vấn đề sáng tạo. Ngoài ra còn có các phần thưởng ở nhiều cấp độ bao gồm tô màu nhiều bức tranh trong ngày hoặc trong một số ngày để mang lại giải thưởng cho tất cả người chơi.
ĐẶC ĐIỂM CỦA SUNNY BUNNIES: COLORING BOOK:
*● Free to play.
*● Không quảng cáo.
*● Giáo viên đã phê duyệt trong Cửa hàng Play.
*● Giới hạn độ tuổi: tối đa 12 tuổi.
*● Nhân vật, nhiều nhiệm vụ, hài hước.
*● Mỗi chú thỏ trong Sunny Bunnies đều giành được giải thưởng riêng sau khi tô màu theo số lượng hình ảnh cụ thể.
*● Gói bổ sung của các chủ đề khác nhau.
*● Được tạo ra đặc biệt dành cho trẻ em: âm thanh và từ vựng, dễ sử dụng, hình minh họa và hoạt hình.
*● Khuyến khích niềm yêu thích học tập.
*● Hình ảnh được thiết kế để tăng cường phát triển trí não và kỹ năng.
*● Có sẵn hướng dẫn để giúp học các kỹ năng tô màu cần thiết.